# Telekom Baskets Bonn
Die Telekom Baskets Bonn sind ein deutscher Basketballverein. Mit neun Finalteilnahmen (Meisterschaft und Pokal) in 29 Jahren Zugehörigkeit zur Basketball-Bundesliga sowie dem Gewinn der Champions League in der Saison 2022/23 zählen die Bonner zu den erfolgreichsten Mannschaften in Deutschland.

## Geschichte

### Die Anfänge
Die Wurzeln der Bonner Mannschaft liegen bei zwei Vereinen: Der 1970 gegründeten Basketballabteilung des Godesberger TV und der 1973 gegründeten SC Fortuna Bonn. Der Godesberger TV stieg 1988 in die 2. Basketball-Bundesliga auf, 1990 gelang der Aufstieg in die 1. Bundesliga. Der Abstieg im folgenden Jahr und die damit verbundenen wirtschaftlichen Probleme führten 1992 schließlich zur Fusion der Basketball-Abteilungen der beiden Vereine zur BG Bonn 92. Im folgenden Jahr wechselte der Spielbetrieb zum Post-SV Bonn, im Rahmen des Postsports übernahm die Deutsche Telekom das Sponsoring.

### Aufstieg in die 1. Bundesliga und Vizemeister: Die Ära Socé (1995 bis 2001)
Am 20. März 1995 wurden die Telekom Baskets Bonn gegründet, als Ziel wurde der Bundesliga-Aufstieg 1997 definiert. Doch bereits in der Saison 1995/96 gelang als ungeschlagener Erster der 2. Bundesliga Gruppe Nord der Aufstieg in die 1. Basketball-Bundesliga.
Zur Saison 1996/97 zogen die Baskets als Gast in die neu erbaute Hardtberghalle des Schulzentrums Hardtberg um. Die erste Saison in der ersten Bundesliga beendete die Mannschaft von Trainer Bruno Socé auf dem siebten Hauptrundenrang. In den Playoffs konnten die Baskets sich zunächst gegen den Lokalrivalen aus Rhöndorf und anschließend gegen TTL uniVersa Bamberg durchsetzen. Damit stand man als erster Aufsteiger in der Geschichte der Basketball-Bundesliga in der Debüt-Saison im Finale um die Deutsche Meisterschaft. Allerdings mussten die Baskets sich in der Finalserie mit 1:3 gegen Alba Berlin geschlagen geben. In der Folgesaison (1997/98) spielten die Baskets erstmals in einem internationalen Wettbewerb, dem Korać-Cup. Nach dem Erreichen des zweiten Hauptrundenrangs in der Basketball-Bundesliga schieden die Baskets bereits im Viertelfinale der Playoffs aus. In der Saison 1998/99 hieß die Finalbegegnung erneut Bonn gegen Berlin. Auch dieses Mal musste Bonn sich geschlagen geben (2:3), dennoch feierte man in der dritten Saison der Erstligazugehörigkeit bereits die zweite Vizemeisterschaft. Ein Höhepunkt der Saison 1999/2000 war das vor 18.506 Zuschauern in der Kölnarena ausgetragene Heimspiel gegen Alba Berlin, zur damaligen Zeit ein neuer Zuschauerrekord für Basketball in Europa. Die Finalpaarung der Saison 2000/01 hieß erneut Bonn gegen Berlin und zum dritten Mal musste Bonn sich im Finale geschlagen geben (0:3). Am Ende der Saison verließ Trainer Bruno Socé den Verein.

### Endstation Halbfinale: Die Ära Krunić (2001 bis 2005)

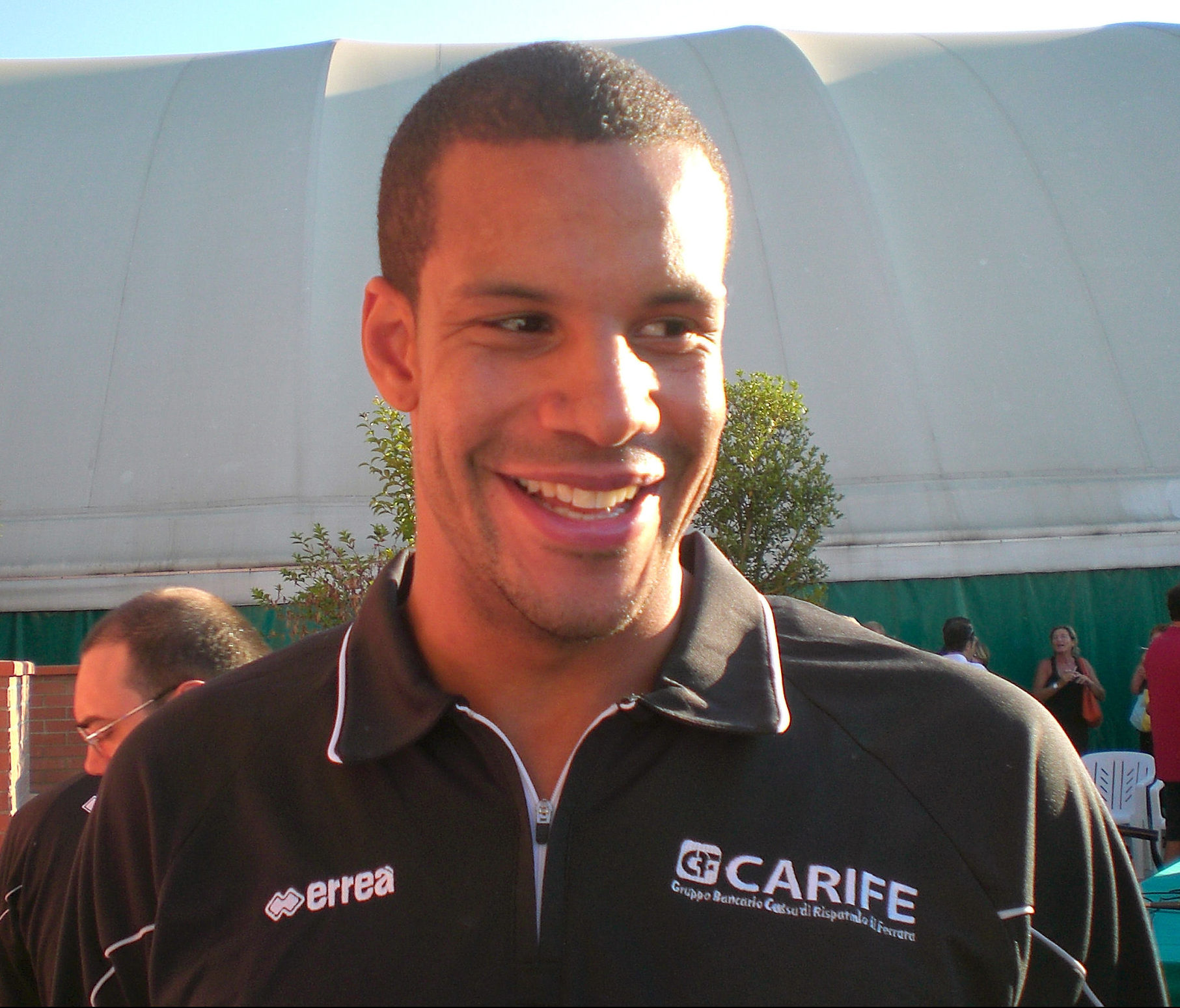
Oluoma Nnamaka, Bonner von 2002 bis 2005

Zur Saison 2001/02 übernahm Predrag Krunić den Cheftrainerposten, nachdem er bereits seit 1998 Assistant Coach unter Bruno Socé war. Die Mannschaft konnte das Halbfinale der Playoffs erreichen, wie in den beiden darauf folgenden Spielzeiten (2002/03 und 2003/04). Nach fünf Niederlagen in den letzten sieben Spielen der Saison 2004/05 verpassten die Telekom Baskets trotz einer positiven Bilanz (16 Siege, 14 Niederlagen) mit dem neunten Platz zum ersten Mal seit dem Aufstieg den Sprung in die Meisterrunde, woraufhin Krunić von seinen Aufgaben entbunden wurde. Einziger Lichtblick der Saison war das erstmalige Erreichen des Finales im Liga-Pokal. Prägende Spieler der Ära Krunić waren unter anderem Aleksandar Nađfeji, Terrence Rencher, Aleksandar Ćapin, Rimantas Kaukėnas (All-Star Game MVP 2003/04) und Oluoma Nnamaka.
Von 1998 bis 2002 hatten die Baskets mit der SG Sechtem einen Kooperationsvertrag geschlossen. Diese Kooperation wurde 2002 aufgrund einer neuen sportlichen Ausrichtung beider Vereine eingestellt.

### Umzug in den Telekom Dome: Die Ära Koch (2005 bis 2013)

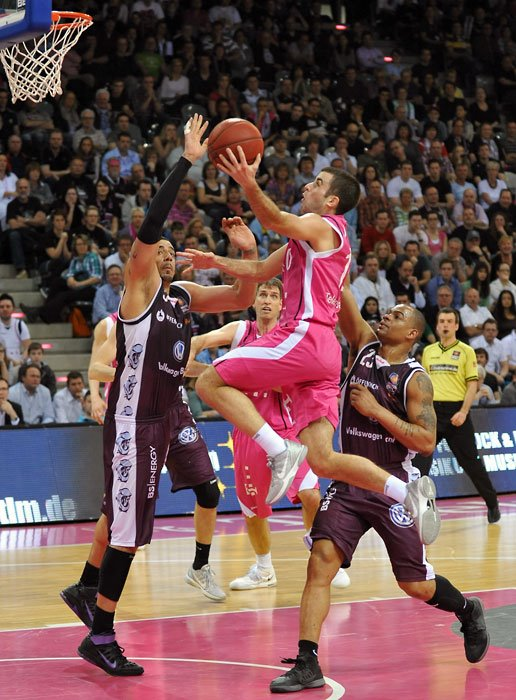
Jared Jordan war sowohl national, wie international der beste Passgeber der Baskets.

Im Dezember 2005 wurde der ehemalige Nationalspieler Michael „Mike“ Koch neuer Trainer der Baskets. Zuvor war für wenige Monate der Kroate Danijel Jusup Trainer in Bonn.
2008 wechselten die Baskets von ihrer bisherigen Spielstätte, der Hardtberghalle, in den neugebauten Telekom Dome. Damit bezogen die Telekom Baskets als erster Basketballverein Deutschlands eine vollständig vereinseigene Spielstätte mit angeschlossenem Trainingszentrum. Ebenso bauten die Bonner die Ausbildung der eigenen Jugendspieler aus und gingen mit dem Beginn der Saison 2006/07 eine Zusammenarbeit mit dem ehemaligen Rivalen Dragons Rhöndorf ein. Unter dem Namen SG Bonn / Rhöndorf schickten beide Vereine fortan gemeinsam Mannschaften in verschiedenen Jugendligen an den Start. So sollten in Zukunft vermehrt Spieler aus dem eigenen Nachwuchs den Sprung ins Bundesliga-Aufgebot schaffen. Erste Erfolge stellen da die Spieler Fabian Thülig und Jonas Wohlfarth-Bottermann dar. Unter Trainer Mike Koch schafften die Baskets sowohl 2007/2008, wie 2008/2009 den Einzug ins Finale der Basketball-Bundesliga. Dort mussten sich die Baskets aber jeweils Alba Berlin, bzw. den EWE Baskets Oldenburg geschlagen geben. Die Saison 2010/2011 wurde hingegen zur schwächsten Saison seit dem Aufstieg der Telekom Baskets. Mit lediglich 14 Siegen und 20 Niederlagen beendeten die Bonner die Saison auf dem 13. Platz und verpassten zum zweiten Mal in ihrer Vereinsgeschichte die Playoffs.
Zur Saison 2011/12 blieb Mike Koch Trainer der Bonner und baute den Kader neu auf. Mit Jared Jordan kehrte ein ehemaliger Spieler zurück und führte die Mannschaft um die weiteren Neuzugänge Benas Veikalas, Tony Gaffney, Talor Battle, Daniel Hain und Andrej Mangold nach einer wechselhaften Saison mit 18 Siegen und 16 Niederlagen auf den achten Hauptrunderang. Im Viertelfinale der Playoffs unterlagen die Bonner in vier Spielen mit 1:3 dem Titelverteidiger Brose Baskets Bamberg. Im Pokal erreichte man das Endspiel in eigener Halle und musste sich dort ebenfalls Bamberg geschlagen geben.
2012/13 zogen die Bonner erneut in die Playoffs ein. Insgesamt beendete die Mannschaft die Saison auf dem siebten Rang der Hauptrunde. Im Laufe der Saison wurde die Mannschaft durch Forward Jamel McLean ergänzt, der Patrick Ewing Jr. ersetzte. Im Viertelfinale trafen die Baskets auf die EWE Baskets Oldenburg. Gegen Oldenburg schieden die Baskets mit 2:3 Siegen nach fünf Spielen aus. Nach der Saison wurde der Vertrag von Trainer Michael Koch nicht verlängert, damit endete die Ära Koch nach acht Jahren als Trainer bei den Telekom Baskets Bonn. Koch war zum Zeitpunkt des Ausscheidens aus dem Verein der dienstälteste Trainer der Basketball-Bundesliga.

### Neue sportliche Doppelspitze und sportliche Krise (2013 bis 2016)

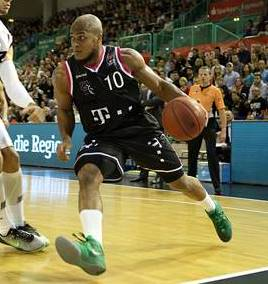
Eugene Lawrence ersetzte 2013/2014 Jared Jordan als Point Guard der Telekom Baskets

Als Nachfolger von Michael Koch präsentierten die Telekom Baskets Bonn im Mai 2013 Mathias Fischer, der zuvor unter anderem für die LTi Gießen 46ers und Jugend-Auswahlprogramme des DBB tätig war. Unter seiner Führung sollte die Jugendförderung in Kooperation mit den Dragons Rhöndorf neue Impulse erhalten und weiter ausgebaut werden. Neben Fischer präsentierten die Baskets zudem einen neuen hauptamtlichen Sport-Manager. Mit Michael Wichterich übernahm diesen Posten ebenfalls ein ehemaliger Spieler des Godesberger TV und der Dragons Rhöndorf. Wichterich war zuvor bereits in ähnlicher Position bei den Dragons in Rhöndorf tätig und ist seit dem Abgang von Arvid Kramer im Jahr 2004 erst der zweite hauptamtliche Manager des Clubs. Der bisherige Manager Andreas Boettcher wurde in neuer Funktion weiterhin in das Management eingebunden. Sportlich konnte die Saison erfolgreich gestaltet werden. Die Bonner qualifizierten sich bereits vorzeitig für die Playoffs und schlossen die Hauptrunde auf den fünften Tabellenplatz ab. In den anschließenden Playoffs trafen die Baskets wie im Vorjahr auf die EWE Baskets Oldenburg. Nach fünf Spielen schieden die Telekom Baskets mit 2:3-Siegen aus. International konnten die Bonner mit fünf Siegen und fünf Niederlagen nicht in die zweite Runde des ULEB Eurocup einziehen.
Zur Saison 2014/15 stellten sich die Baskets auf der Centerposition durch die Verpflichtung von Tadas Klimavičius und Dirk Mädrich neu auf. Zusätzlich stieß mit Angelo Caloiaro ein neuer Power Forward vom Mitteldeutschen BC zum Aufgebot. International konnten die Baskets mit drei Siegen und neun Niederlagen die Gruppenphase des ULEB Eurocup erneut nicht überstehen. In der Bundesliga konnte mit 23 Siegen und elf Niederlagen der vierte Platz der Hauptrunde errungen werden, und damit verbunden das Heimrecht im Playoff-Viertelfinale. Dort trafen die Baskets auf Ratiopharm Ulm und mussten sich der Mannschaft von Headcoach Thorsten Leibenath nach fünf Spielen mit 2:3-Siegen geschlagen geben. Damit schieden die Telekom Baskets zum vierten Mal in Folge im Viertelfinale der Playoffs aus. Im Anschluss an die Saison verlängerte Trainer Mathias Fischer seinen Vertrag bis Sommer 2017.

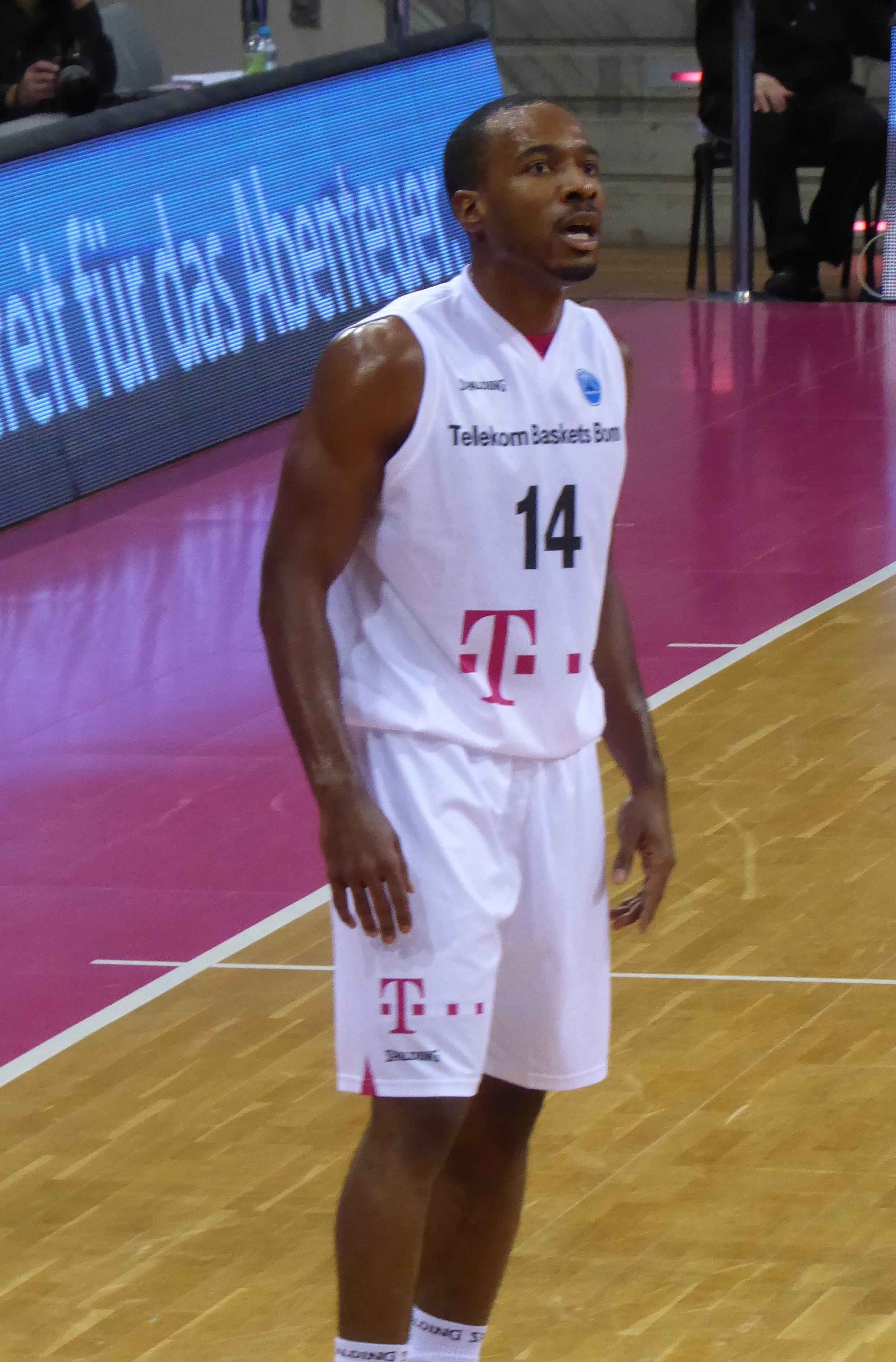
Guard Josh Mayo war von 2016 bis 2019 eine prägende Figur des Bonner Basketballs

Als namhafte Neuverpflichtungen stießen US-Forward Aaron White und Shooting Guard Rotnei Clarke zum Kader der Bonner in der Spielzeit 2015/16. Zunächst starteten die Baskets mit sieben Siegen aus den ersten neun Spielen gut in die Saison. Im November 2015 begann jedoch eine sportliche Krise. Nach einer Serie von wettbewerbsübergreifend 14 Niederlagen in Folge wurde Headcoach Mathias Fischer von seiner Aufgaben entbunden und der sportliche Leiter Carsten Pohl übernahm zunächst den Posten des Cheftrainers. Am 3. März 2016 präsentierten die Baskets mit Silvano Poropat frühzeitig einen neuen Cheftrainer, der mit sofortiger Wirkung den Posten des Cheftrainers von Pohl übernahm, um den Klassenerhalt endgültig zu sichern und die Weichen für die kommende Spielzeit zu stellen. Poropat erhielt einen Vertrag bis Saisonende 2016/17. Die Hauptrunde der Saison 2015/16 beendeten die Bonner auf dem elften Rang, damit verpasste man zum dritten Mal in der Vereinsgeschichte die Playoffs.

### Neuaufbau mit einem alten Bekannten (2016 bis 2020)
Mit einem komplett neu zusammengestellten Kader bereiteten sich die Telekom Baskets Bonn auf die Spielzeit 2016/17 vor, mussten dann aber 3 Tage vor Saisonbeginn den gesundheitlich bedingten Rücktritt ihres Headcoaches Silvano Poropat verkraften. Als Nachfolger wurde der ehemalige Bonner Headcoach Predrag Krunić präsentiert, der bereits von 2001 bis 2005 als Cheftrainer in Bonn tätig war. Krunic erhielt einen Vertrag bis 2017. Unter Krunic spielten die Telekom Baskets eine solide Saison und konnten nach der enttäuschenden Spielzeit 2015/2016 wieder an alte Erfolge anknüpfen und sich für das Viertelfinale der Playoffs qualifizieren. Dort schied man jedoch mit 1:3 gegen Titelverteidiger Brose Bamberg aus. Auch 2017/2018 schafften es die Telekom Baskets unter der sportlichen Leitung von Predrag Krunic mit einer Bilanz von 21 Siegen und 13 Niederlagen in die Playoffs, wo es im Viertelfinale erneut zum Duell mit Titelverteidiger Bamberg kam. Auch diesmal schafften es die Baskets nicht ins Halbfinale einzuziehen und schieden glatt mit 0:3 gegen Bamberg aus.
Nach wechselhaften Leistungen im Laufe der Saison 2018/2019 beurlaubten die Telekom Baskets Bonn Headcoach Predrag Krunic im Januar 2019. Die Baskets rangierten zu diesem Zeitpunkt mit einer negativen Bilanz außerhalb der Playoff-Platzierungen und hatten zuvor auf internationalem Parkett zwei Niederlagen zu verzeichnen gehabt. Als Interimstrainer übernahm der bisherige Co-Trainer Chris O’Shea die Aufgaben von Krunic. Nach guten Auftritten der Mannschaft unter der Leitung von O’Shea wurde er zum festen Cheftrainer der Telekom Baskets Bonn befördert, führte die Bonner als Tabellensiebter in die Bundesliga-Endrunde. Am Ende der Saison 2018/19 kehrte der US-Amerikaner aber in sein Amt als Co-Trainer zurück und machte für Thomas Päch Platz, der aus Berlin nach Bonn wechselte und neuer Cheftrainer wurde.
Nach dem 17. Spieltag der Saison 2019/20 wurde der erst zu Saisonbeginn verpflichtete Thomas Päch am 2. Februar 2020 nach einer 66:85-Niederlage in Crailsheim entlassen. Zu diesem Zeitpunkt standen die Baskets mit nur sechs Punkten auf dem 16. und vorletzten Tabellenplatz. Die folgende Auswärtspartie in der Basketball Champions League gegen PAOK Thessaloniki wurde dann unter der Leitung von Assistenztrainer Chris O’Shea bestritten. Zum nächsten Ligaspiel wurde dann ein neuer Headcoach engagiert. Nachfolger von Päch wurde der 43-jährige US-Amerikaner William „Will“ Voigt. Voigt qualifizierte sich mit der angolanischen Basketballnationalmannschaft für die Basketball-Weltmeisterschaft 2019. Ende Juni 2020 tritt er mit Angola in Kaunas zum Qualifikationsturnier für Olympia an. In der Zwischenzeit unterschrieb er einen Vertrag bis zum Saisonende bei den Bonnern. Zum Zeitpunkt des Abbruchs der Saison 2019/20 aufgrund der Ausbreitung von COVID-19 belegte die Mannschaft den 13. Tabellenplatz (vier Siege, 16 Niederlagen), am Saisonschlussturnier der Bundesliga im Juni 2020 nahm die Mannschaft nicht teil. Im Sommer 2020 trennten sich die Wege von Voigt und den Bonnern. Als neuer Trainer wurde Igor Jovović vorgestellt, der zuvor als Co-Trainer beim FC Bayern München tätig war und als Cheftrainer bereits den Mitteldeutschen BC in der Basketball-Bundesliga betreute.

### Seit 2021

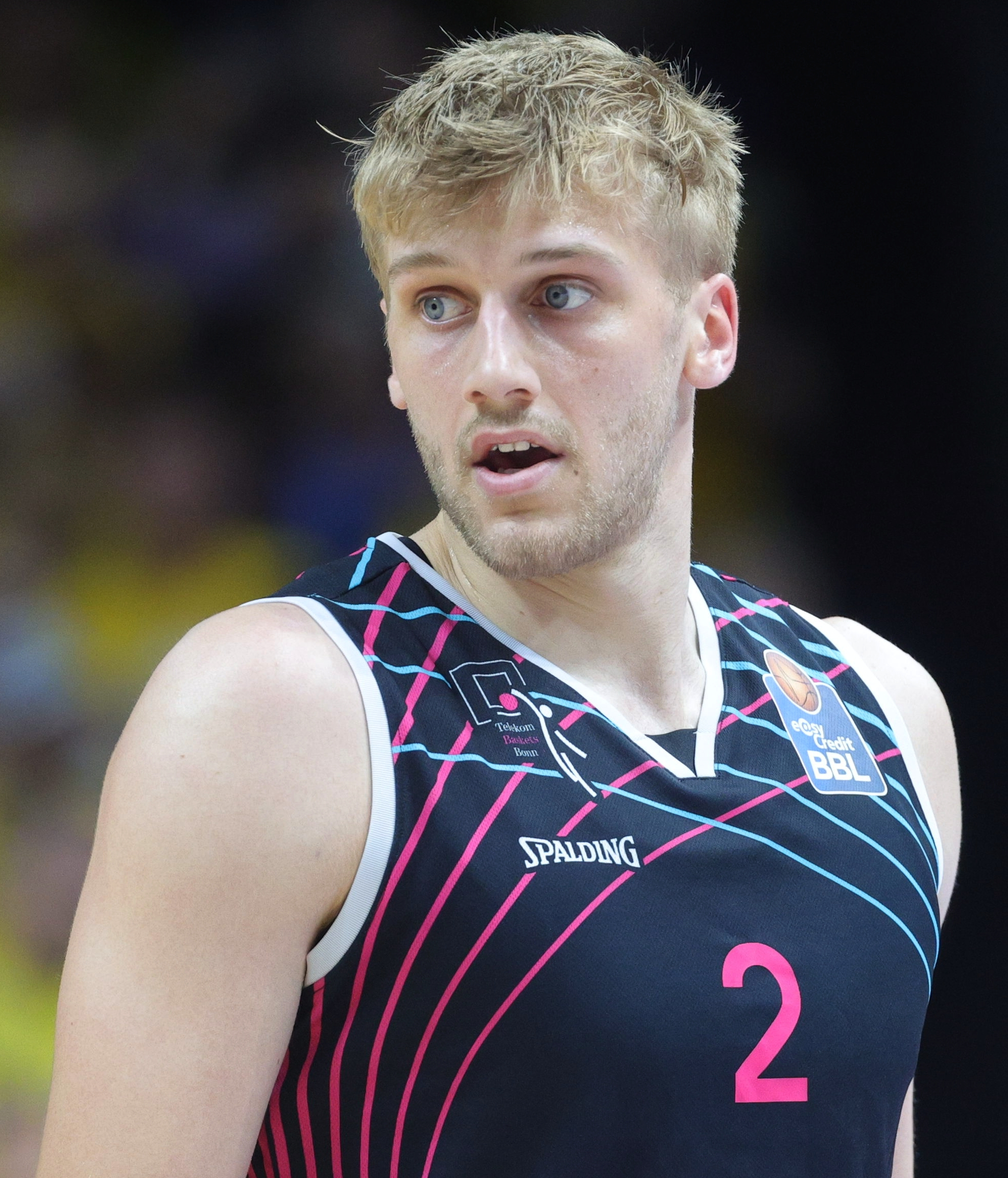
Sam Griesel kam 2023 nach Bonn und wurde eines der Gesichter des Neuaufbaus

Nach lediglich drei Siegen aus den ersten elf Bundesliga-Partien trennten sich die Bonner am 11. Januar 2021 wieder von Igor Jovović. Vorläufig wurde Co-Trainer Chris O’Shea neuer Cheftrainer und übernahm damit zum dritten Mal als Zwischenlösung diesen Posten. Kurz darauf wurde der US-Amerikaner Voigt als Cheftrainer zurückgeholt. Mit dem Ende der Saison gab Sportmanager Michael Wichterich seinen Abschied bekannt und wechselte auf den Posten des Geschäftsführers des Schlosses Hagerhof. Auch im Traineramt gab es im Mai 2021 einen Wechsel: Der Finne Tuomas Iisalo, der vorher erfolgreich beim Bundesliga-Konkurrenten Crailsheim arbeitete, löste Voigt ab.
Mitte November 2021 gab die Telekom bekannt, sich nach dem Ende der Saison 2021/22 als Namens- und Hauptgeldgeber der Mannschaft zurückzuziehen. Gleichzeitig sagte das Unternehmen bei allmählich sinkenden geldlichen Zuwendungen die Unterstützung bis mindestens 2025 zu. Laut Unternehmensangabe sah die geschlossene Vereinbarung vor, der Mannschaft auch in der Saison 2024/25 noch einen siebenstelligen Betrag zukommen zu lassen. Ob die Betreibergesellschaft diesen wirtschaftlichen Verlust ausgleichen könne, war zum Zeitpunkt der Bekanntgabe eigener Angabe nach ungewiss. Sportlich lief es unter Trainer Iisalo gut: Ab Ende Dezember 2021 stand die Mannschaft zeitweise auf dem ersten Tabellenplatz, was zuvor zwölf Jahre lang nicht der Fall gewesen war. Am Ende der Bundesliga-Hauptrunde war es dann der zweite Tabellenrang, im weiteren Saisonverlauf schied man im Halbfinale der deutschen Meisterschaft gegen den FC Bayern München aus. Die Bonner erhielten die Bundesliga-Spielberechtigung für die Saison 2022/23 ohne zusätzliche Auflagen. Anfang September 2022 wurde bekannt, dass die Telekom entgegen der zuvor verlautbarten Ankündigung vorerst Namensgeber bleiben würde. Für die Saison 2023/24 wurde ein 40-prozentiger Rückgang der geldlichen Zuwendungen des Unternehmens vermeldet, um die Zusammenarbeit dann Ende Juni 2024 einzustellen. Des Weiteren wurde der Mannschaft die Möglichkeit eingeräumt, einen ab Anfang Juli 2023 geltenden Vertrag mit einem anderen Unternehmen zwecks Abtretung der Namensrechte abzuschließen. Am 14. Mai 2023 gewannen die Bonner im Finale gegen Hapoel Bank Yahav Jerusalem mit 77:70 als erster deutscher Verein die Champions League (ein in Basketball-Fachkreisen allerdings drittklassig betitelter Pokal) und somit den ersten Titel ihrer Vereinsgeschichte; zudem wurde TJ Shorts zum besten Spieler der Champions-League-Saison und des Finalturniers gekürt. In der Bundesliga stand die Mannschaft im Juni 2023 in den Endspielen um die deutsche Meisterschaft. Drei der vier Spiele gegen Ulm wurden verloren, Bonn verpasste damit den erstmaligen Gewinn der deutschen Meisterschaft. Die Hauptrunde der Saison 2022/23 hatte man auf dem ersten Tabellenplatz abgeschlossen.
Am 21. Juni 2023 gaben die Bonner Iisalos Abschied bekannt, Nachfolger wurde der Belgier Roel Moors, der zuvor bei der BG Göttingen gearbeitet hatte. Neben (und zum großen Teil mit) Trainer Iisalo verließen auch sämtliche Spieler die Telekom Baskets Bonn, was zu einem der grundlegendsten Umbrüche im Bonner Basketball führte. Trotz guter Saisonphasen gelang es jedoch nicht, an den Erfolg der vorherigen Jahre anzuknüpfen und es stand am Ende das Aus im Viertelfinale gegen Alba Berlin zu Buche.
Ungeachtet vorheriger Ankündigungen blieb die Telekom Namensgeber der Mannschaft. Im Oktober 2023 wurde die Zusammenarbeit bis 2026 verlängert. Im Juli 2024 wurde das neue Mannschaftswappen vorgestellt. Der stilisierte Basketballspieler mit magentafarbenem Ball wurde darin beibehalten, Form, Farbgebung und Schrift des Erkennungszeichens hingegen deutlich verändert. Im Januar 2025 wurde Moors entlassen, neuer Cheftrainer wurde Marko Stanković, der bis dahin Moors’ Assistent gewesen war.

## Chronik

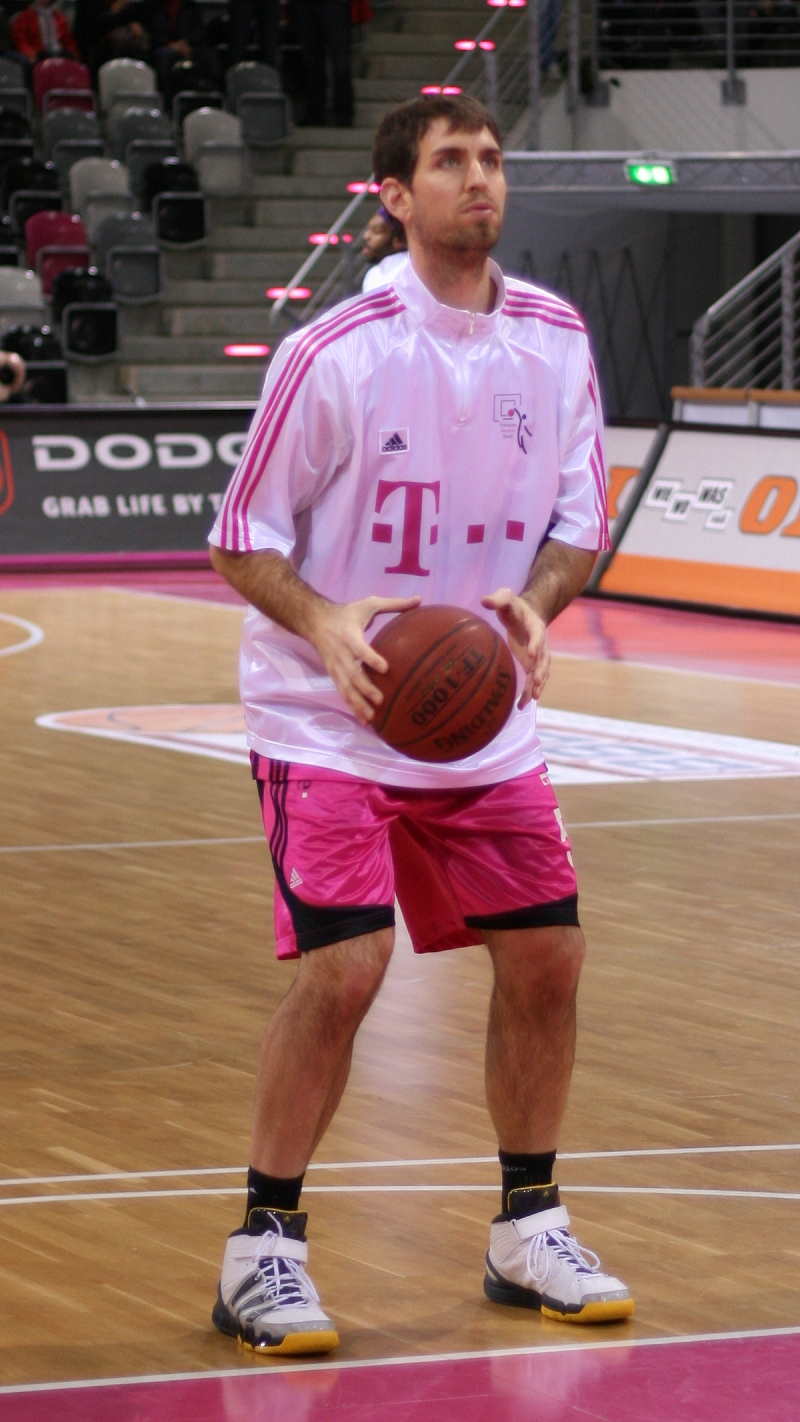
Center Chris Ensminger spielte von 2009 bis 2013 für die Telekom Baskets Bonn

| Saison         | Hauptrunde | Playoffs      | BBL-Pokal     | Bemerkungen / Intern. Wettb.                      |
| -------------- | ---------- | ------------- | ------------- | ------------------------------------------------- |
| 2. BBL 1995/96 | 1.         | keine         | Viertelfinale | unbesiegt in 2. BBL Gr. Nord                      |
| BBL 1996/97    | 7.         | Vizemeister   | Viertelfinale | -                                                 |
| BBL 1997/98    | 2.         | Viertelfinale | Viertelfinale | Teilnahme am Korać-Cup                            |
| BBL 1998/99    | 2.         | Vizemeister   | 3. Runde      | Teilnahme am Korać-Cup                            |
| BBL 1999/2000  | 4.         | Halbfinale    | Achtelfinale  | Teilnahme am Saporta Cup                          |
| BBL 2000/01    | 3.         | Vizemeister   | Viertelfinale | Viertelfinale Saporta Cup                         |
| BBL 2001/02    | 2.         | Halbfinale    | Viertelfinale | Viertelfinale Saporta Cup                         |
| BBL 2002/03    | 1.         | Halbfinale    | Vierter       | ULEB Cup Vorrunde                                 |
| BBL 2003/04    | 2.         | Halbfinale    | Viertelfinale | ULEB Cup Vorrunde                                 |
| BBL 2004/05    | 9.         | -             | Finalist      | ULEB Cup Vorrunde                                 |
| BBL 2005/06    | 7.         | Viertelfinale | Achtelfinale  | FIBA EuroCup Vorrunde                             |
| BBL 2006/07    | 6.         | Viertelfinale | -             | -                                                 |
| BBL 2007/08    | 7.         | Vizemeister   | -             | -                                                 |
| BBL 2008/09    | 4.         | Vizemeister   | Finalist      | EuroChallenge Viertelfinale                       |
| BBL 2009/10    | 4.         | Viertelfinale | Viertelfinale | -                                                 |
| BBL 2010/11    | 13.        | -             | -             | EuroChallenge Vorrunde                            |
| BBL 2011/12    | 8.         | Viertelfinale | Finalist      | EuroChallenge Top 16                              |
| BBL 2012/13    | 7.         | Viertelfinale | -             | EuroChallenge Viertelfinale                       |
| BBL 2013/14    | 5.         | Viertelfinale | Viertelfinale | Eurocup Vorrunde                                  |
| BBL 2014/15    | 4.         | Viertelfinale | Vierter       | Eurocup Vorrunde                                  |
| BBL 2015/16    | 11.        | -             | -             | Eurocup Vorrunde                                  |
| BBL 2016/17    | 7.         | Viertelfinale | Viertelfinale | FIBA Europe Cup Halbfinale                        |
| BBL 2017/18    | 5.         | Viertelfinale | -             | Basketball Champions League Gruppenphase          |
| BBL 2018/19    | 7.         | Viertelfinale | Halbfinale    | FIBA Europe Cup Achtelfinale                      |
| BBL 2019/20    | 15.        | –             | Viertelfinale | Basketball Champions League Achtelfinale          |
| BBL 2020/21    | 13.        | –             | Gruppenphase  | –                                                 |
| BBL 2021/22    | 2.         | Halbfinale    | Achtelfinale  | –                                                 |
| BBL 2022/23    | 1.         | Vizemeister   | Achtelfinale  | Sieger Basketball Champions League 2022/23        |
| BBL 2023/24    | 7.         | Viertelfinale | Viertelfinale | Viertelfinale Basketball Champions League 2023/24 |
| BBL 2024/25    | 14.        | -             | Achtelfinale  | Play-Ins Basketball Champions League 2024/25      |

## Trainer
- Bruno Socé (1995–2001)
- Predrag Krunić (2001–2005)
- Danijel Jusup (2005)
- Michael Koch (2005–2013)
- Mathias Fischer (2013–2015)
- Carsten Pohl (2015–2016)
- Silvano Poropat (2016)
- Predrag Krunić (2016–2019)
- Chris O’Shea (2019)
- Thomas Päch (2019–2020)
- William „Will“ Voigt (2020)
- Igor Jovović (2020–01/2021)
- Chris O’Shea (01/2021)

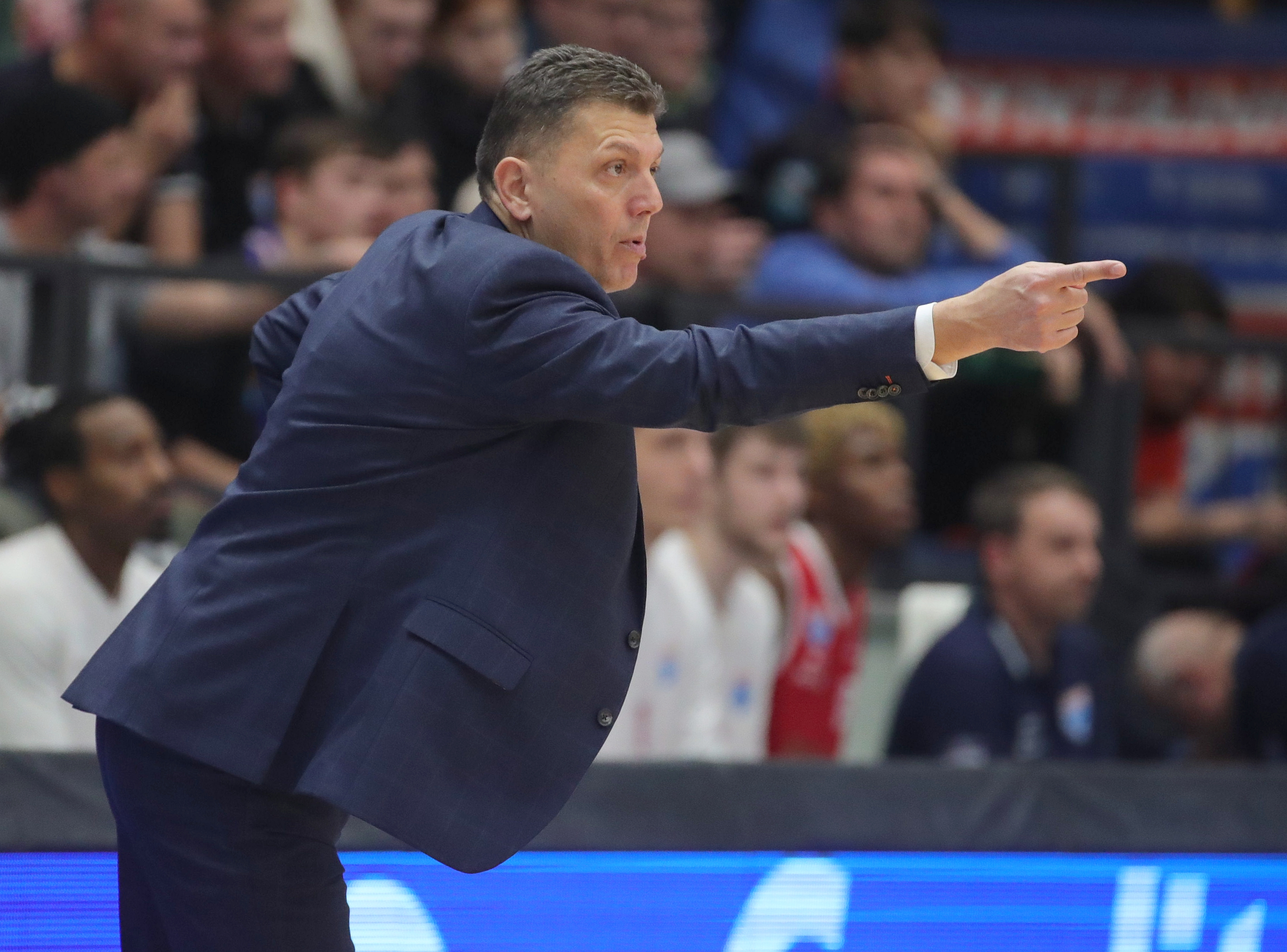
Predrag Krunic war von 2001 bis 2005 sowie von 2016 bis 2019 Bonner Trainer

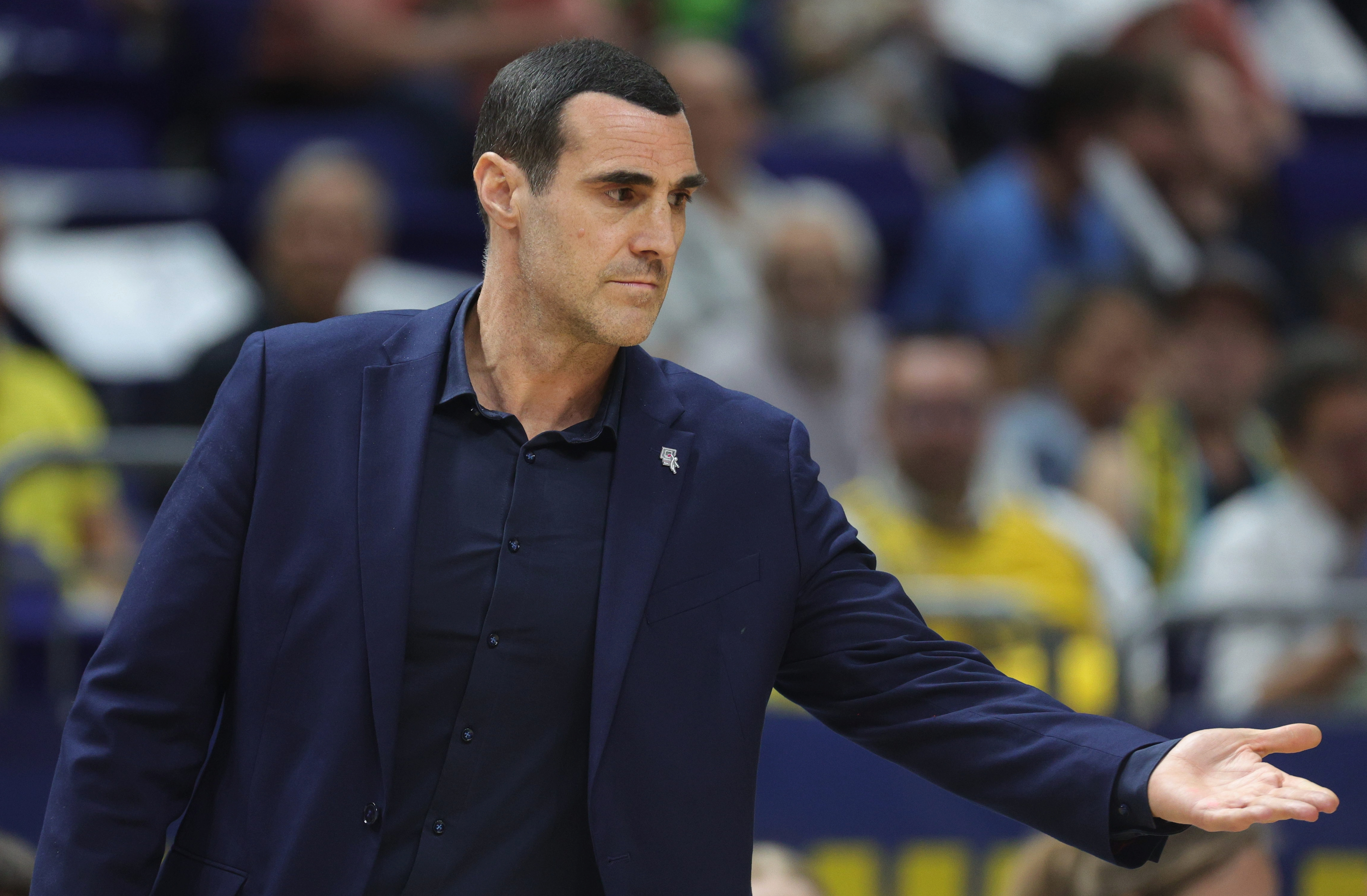
Roel Moors war von Sommer 2023 bis Januar 2025 Bonner Trainer

- William „Will“ Voigt (01/2021–05/2021)
- Tuomas Iisalo (05/2021–06/2023)
- Roel Moors (06/2023–01/2025)
- Marko Stanković (seit 01/2025)

## Spieler

### Mannschaft der Saison 2025/26
| Spieler | Spieler            | Spieler             | Spieler    | Spieler | Spieler | Spieler                     |
| Nr.     | Nat.               | Name                | Geburt     | Größe   | Info    | Letzter Verein              |
| ------- | ------------------ | ------------------- | ---------- | ------- | ------- | --------------------------- |
|         |                    | Guards (PG, SG)     |            |         |         |                             |
|         | Spanien            | Jorge Mejias        | 19.01.2001 | 1,90 m  | DL      | Iserlohn Kangaroos          |
|         | Vereinigte Staaten | Zachery Cooks       | 04.03.1999 | 1,78 m  |         | Science City Jena           |
|         | Vereinigte Staaten | Grayson Murphy      | 04.02.1999 | 1,88 m  |         | South Bay Lakers            |
|         | Deutschland        | Joel Sadu Aminu     | 23.04.1997 | 1,92 m  |         | SC RASTA Vechta             |
|         | Deutschland        | Kenan Reinhart      | 04.05.2007 | 1,94 m  | DL      | eigene Jugend               |
|         |                    | Forwards (SF, PF)   |            |         |         |                             |
|         | Vereinigte Staaten | Juhwan Harris-Dyson | 30.07.1999 | 1,98 m  | DL      | SV Haspe 70                 |
|         | Vereinigte Staaten | Jeff Garrett        | 08.12.1994 | 2,01 m  |         | Niners Chemnitz             |
|         | Vereinigte Staaten | Alijah Comithier    | 13.05.2001 | 2,01 m  |         | Dziki Warszawa              |
|         | Vereinigte Staaten | Tylan Birts         | 08.11.1996 | 1,98 m  |         | ČEZ Basketball Nymburk      |
| 01      | Deutschland        | Jonathan Bähre      | 12.09.1996 | 2,08 m  |         | MHP Riesen Ludwigsburg      |
|         |                    | Center (C)          |            |         |         |                             |
|         | Kanada             | Kur Malith Jongkuch | 18.05.1999 | 2,06 m  |         | Ilirija Ljubljana           |
|         | Deutschland        | Benjamin Sadikovic  | 29.05.2003 | 2,08 m  | DL      | TSV Oberhaching-Deisenhofen |
|         | Deutschland        | Michael Kessens     | 16.02.1991 | 2,06 m  |         | Alba Berlin                 |
|         | Deutschland        | Melvin Jostmann     | 12.07.2000 | 2,01 m  |         | PS Karlsruhe Lions          |

| Trainer    | Trainer                     | Trainer         |
| Nat.       | Name                        | Position        |
| ---------- | --------------------------- | --------------- |
| Serbien    | Marko Stanković             | Chef-Trainer    |
| Frankreich | Thomas Pennellier           | Co-Trainer      |
| Belgien    | Lionel Bosco                | Co-Trainer      |
| Spanien    | Eduardo Fernández-Galarreta | Athletiktrainer |
| Slowenien  | Savo Milović                | Sport-Manager   |

| Legende          | Legende                           |
| Abk.             | Bedeutung                         |
| ---------------- | --------------------------------- |
| A-Nat.           | Deutsche A-Nationalmannschaft     |
| DL               | Doppellizenz mit Dragons Rhöndorf |
| II               | Doppellizenz mit 2. Mannschaft    |
| NBBL             | NBBL Kader                        |
| Quellen          |                                   |
| Teamhomepage     |                                   |
| Ligahomepage     |                                   |
| Stand: 13.2.2025 |                                   |

| Legende          | Legende                           |
| Abk.             | Bedeutung                         |
| ---------------- | --------------------------------- |
| A-Nat.           | Deutsche A-Nationalmannschaft     |
| DL               | Doppellizenz mit Dragons Rhöndorf |
| II               | Doppellizenz mit 2. Mannschaft    |
| NBBL             | NBBL Kader                        |
| Quellen          |                                   |
| Teamhomepage     |                                   |
| Ligahomepage     |                                   |
| Stand: 13.2.2025 |                                   |

Wechsel zur Saison 2025/26
Zugänge: Joel Sadu Aminu (SC RASTA Vechta), Tylan Birts (ČEZ Basketball Nymburk/CZE), Michael Kessens (Alba Berlin), Zachery Cooks (Science City Jena), Alijah Comithier (Dziki Warszawa/POL), Kur Malith Jongkuch (Ilirija Ljubljana/SLO), Jorge Mejias (Iserlohn Kangaroos), Jeff Garrett (Niners Chemnitz), Grayson Murphy (South Bay Lakers/USA), Benjamin Sadikovic (TSV Oberhaching-Deisenhofen), Melvin Jostmann (PS Karlsruhe Lions), Juhwan Harris-Dyson (SV Haspe 70)
Abgänge: Till Pape (Frankfurt Skyliners), Lars Thiemann (SC RASTA Vechta), Darius McGhee (JL Bourg Basket/FRA), Thomas Kennedy (KK Union Olimpija/SLO), Sam Griesel (Alba Berlin), Bodie Hume (Ziel unbekannt), Angelo Allegri (Ziel unbekannt), Rivaldo Soares (Dziki Warszawa/POL), Phlandrous Fleming Jr. (Ziel unbekannt), Danas Kazakevicius (Ziel unbekannt), Marko Rosic (Ziel unbekannt), Janne Müller (Hamburg Towers)
Mannschaft 2023/24
- 0 – Tyreese Blunt
- 1 – Savion Flagg
- 2 – Sam Griesel
- 3 – Harald Frey
- 4 – Glynn Watson Jr.
- 11 – Brian Fobbs
- 12 – Florian Koch
- 13 – Leon Bulic
- 19 – Till Pape
- 21 – Lars Thiemann
- 22 – Noah Kirkwood
- 43 – Christian Sengfelder
- 44 – Benedikt Turudic
- 54 – Thomas Kennedy

Mannschaft 2022/23
- 0 – TJ Shorts PG
- 3 – Tyson Ward SF
- 4 – Jonas Falkenstein SG
- 5 – Zachary Ensminger PG
- 6 – Michael Kessens C
- 7 – Sebastian Herrera SG
- 9 – Karsten Tadda SG
- 10 – Collin Malcolm SF
- 13 – Javontae Hawkins SF
- 20 – Jeremy Morgan SF
- 21 – Leon Kratzer C
- 24 – Deane Williams PF
- 27 – Zaba Bangala PF
- 70 – Finn Delany PF

Mannschaft 2021/22
- 2 – Matt Frierson SG
- 3 – Tyson Ward SF
- 4 – Justin Gorham PF
- 5 – Ralph Hounnou PG
- 6 – Michael Kessens C
- 7 – Marek Mboya Kotieno C
- 9 – Karsten Tadda SG
- 10 – Saulius Kulvietis PF
- 11 – Oleksandr Lypovyy SF
- 12 – Skyler Bowlin PG
- 13 – Javontae Hawkins SF
- 20 – Jeremy Morgan SF
- 21 – Leon Kratzer C
- 33 – Parker Jackson-Cartwright PG
- 45 – Jonas Falkenstein SG

Mannschaft 2020/21
- 0 – Alex Hamilton PG
- 2 – Xavier Pollard SG
- 3 – James Thompson IV C
- 4 – Strahinja Micovic PF
- 6 – Jalen Hudson SF
- 7 – Chris Babb SG
- 8 – Benjamin Lischka PF
- 11 – Anthony DiLeo SG
- 12 – Kilian Binapfl SF
- 21 – Leon Kratzer C
- 22 – Gabriel de Oliveira C
- 25 – Marek Mboya Kotieno C
- 28 – Bruno Albrecht PG
- 31 – Isaiah Philmore PF
- 32 – Simonas Lukosius SG
- 44 – Jeremy Lewis PG

Mannschaft 2019/20
- 1 – Joshiko Saibou PG
- 2 – Trey McKinney-Jones SF
- 3 – Eugene Lawrence PG
- 4 – Jonas Falkenstein SG
- 6 – Donald Sloan PG
- 7 – Bojan Subotic PF
- 8 – Benjamin Lischka PF
- 9 – Branden Frazier SG
- 10 – David Falkenstein PG
- 11 – Anthony DiLeo SG
- 12 – Martin Breunig PF
- 13 – Yorman Polas Bartolo SF
- 15 – Alec Brown C
- 21 – Kilian Binapfl SF
- 22 – Gabriel de Oliveira C
- 23 – Benjamin Simons SF
- 25 – Marek Mboya Kotieno C
- 41 – Stephen Zimmerman C

Mannschaft 2018/19
- 4 – Nate Linhart SF
- 5 – Jarelle Reischel SF
- 6 – Olivier Hanlan SG
- 7 – Bojan Subotic PF
- 8 – Ra’Shad James SG
- 9 – Stefan Bircevic C
- 10 – Charles Jackson C
- 11 – Anthony DiLeo SG
- 12 – Martin Breunig PF
- 13 – Yorman Polas Bartolo SF
- 14 – Josh Mayo PG
- 16 – Julian Jasinski PF
- 17 – Alexander Möller C
- 18 – David Falkenstein PG
- 19 – Bo Meister SF

Mannschaft 2017/18
- 4 – Ron Curry SG
- 5 – Jordan Parks PF
- 6 – Tomislav Zubčić PF
- 7 – Konstantin Klein SF
- 8 – Nemanja Đurišić PF
- 9 – Julian Gamble C
- 10 – Julian Jasinski PF
- 11 – Anthony DiLeo SG
- 12 – Martin Breunig PF
- 13 – Yorman Polas Bartolo SF
- 14 – Josh Mayo PG
- 15 – Malcolm Hill SF
- 16 – Viktor Frankl-Maus PG
- 17 – Alexander Möller C
- 18 – Anton Geretzki SG
- 19 – Yannick Kneesch PF

Mannschaft 2016/17
- 4 – Ojārs Siliņš PF
- 5 – Konstantin Klein PG
- 6 – Filip Barovic C
- 7 – Ryan Thompson SF
- 8 – Johannes Richter PF
- 9 – Julian Gamble C
- 10 – Jamarr Sanders PG
- 11 – Anthony DiLeo SG
- 12 – Florian Koch SF
- 13 – Yorman Polas Bartolo SF
- 14 – Josh Mayo PG
- 15 – Kenneth Horton PF
- 16 – Thomas Michel PF
- 17 – Alexander Möller C
- 18 – Valentin Blass SG
- 19 – Yannick Kneesch PF
- 20 – Anye Turner PF

Mannschaft 2015/16
- 4 – Xavier Silas SF (Wurde im November 2015 entlassen)
- 4 – Yancy Gates C (Stand von Januar 2016 bis März 2016 unter Vertrag)
- 5 – Dirk Mädrich C
- 6 – Isaiah Philmore PF
- 7 – Jimmy McKinney SG
- 8 – Andrej Mangold PG
- 9 – Michał Chyliński SG (Wurde im Dezember 2015 entlassen)
- 9 – Sean Marshall SF (Wurde im Januar 2016 verpflichtet)
- 10 – Eugene Lawrence PG
- 11 – Tadas Klimavičius PF
- 12 – Florian Koch SF
- 13 – Aaron White PF
- 14 – Langston Hall PG (Wurde im Dezember 2015 verpflichtet)
- 15 – Rotnei Clarke SG
- 16 – Thomas Michel PF
- 17 – Robin Lodders C
- 18 – Valentin Blass SG
- 19 – Gerald Beverly C
- 20 – Joel Zeymer SF

Mannschaft 2014/15
- 4 – Mickey McConnell PG
- 5 – Dirk Mädrich C
- 6 – Benas Veikalas SG
- 7 – Ryan Brooks SG
- 8 – Andrej Mangold PG
- 9 – Angelo Caloiaro PF
- 10 – Eugene Lawrence PG
- 11 – Tadas Klimavičius PF
- 12 – Florian Koch SF
- 14 – Steve Wachalski PF
- 16 – Thomas Michel PF
- 16 – Robin Lodders C
- 18 – Valentin Blass SG
- 19 – Anthony Vroblicky C

Mannschaft 2013/14
- 4 – David McCray PG
- 5 – Kurt Looby C
- 6 – Benas Veikalas SG
- 7 – Ryan Brooks SG
- 8 – Andrej Mangold PG
- 9 – Donatas Zavackas PF (Als Ersatz für Tony Gaffney im ersten Monat der Saison)
- 10 – Jared Jordan PG (Wechselte Februar 2014 nach Bamberg)
- 10 – Eugene Lawrence PG (Wurde Februar 2014 verpflichtet)
- 11 – Enosch Wolf C (Wurde Anfang 2014 entlassen)
- 12 – Florian Koch SF
- 13 – Tony Gaffney PF
- 14 – Steve Wachalski PF
- 15 – Jamel McLean PF
- 16 – Thomas Michel PF
- 18 – Valentin Blass SG

Mannschaft 2012/13
- 4 – David McCray G
- 5 – Chris Ensminger C
- 6 – Benas Veikalas G
- 7 – Patrick Ewing Jr. F (Wurde 2012 vorzeitig entlassen)
- 8 – Andrej Mangold G
- 9 – Fabian Thülig F
- 10 – Jared Jordan G
- 11 – Kyle Weems F
- 12 – Florian Koch SF (Doppellizenz für Dragons Rhöndorf)
- 13 – Jamel McLean F
- 14 – Robert Vaden F (Wurde 2013 vorzeitig entlassen)
- 15 – Jonas Wohlfarth-Bottermann C

Mannschaft 2011/12
- 4 – Simonas Serapinas F
- 5 – Chris Ensminger C
- 6 – Benas Veikalas G
- 7 – Zvonko Buljan F (Wurde 2012 vorzeitig entlassen)
- 8 – Andrej Mangold G
- 9 – Fabian Thülig F
- 10 – Jared Jordan G
- 11 – Daniel Hain G
- 12 – Florian Koch SF (Doppellizenz für Dragons Rhöndorf)
- 13 – Tony Gaffney F
- 14 – Talor Battle PG
- 15 – Jonas Wohlfarth-Bottermann C

Mannschaft 2010/11
- 4 – Sajmen Hauer G
- 5 – Chris Ensminger C
- 6 – Jeremy Hunt G
- 7 – Alex King F
- 8 – Folarin Campbell G (Wurde 2011 vorzeitig entlassen)
- 9 – Fabian Thülig F (Doppellizenz für SOBA Dragons Rhöndorf)
- 10 – Nic Wise G
- 11 – Jacob Jaacks C
- 12 – Vincent Yarbrough SF (ganze Saison verletzt)
- / 13 – Patrick Flomo F/C
- 14 – Tim Ohlbrecht F/C
- 15 – Jonas Wohlfarth-Bottermann C (Doppellizenz für SOBA Dragons Rhöndorf)
- 20 – Florian Koch F (Jugendspieler/Team Bonn-Rhöndorf, nicht gespielt)
- 25 – Mark Tyndale G/F

Mannschaft 2009/10
- 4 – Bryce Taylor G
- 5 – Chris Ensminger C
- 6 – Johannes Strasser G
- 7 – Alex King F
- 9 – John Bowler C
- 10 – Jared Jordan G
- 11 – Artur Kolodziejski G/F
- 12 – Vincent Yarbrough SF
- / 13 – Patrick Flomo F/C
- 14 – Tim Ohlbrecht F/C
- 15 – Ronald Dupree SF
- 16 – Fabian Thülig F (Doppellizenz für SOBA Dragons Rhöndorf)
- 17 – Jonas Wohlfarth-Bottermann C (Doppellizenz für SOBA Dragons Rhöndorf)

Mannschaft 2008/09
- 4 – Earl Jerrod Rowland G
- 5 – Winsome Frazier G/F
- 6 – Johannes Strasser G
- 7 – Alex King F
- 8 – Moussa Diagne F/C
- 9 – John Bowler C
- 10 – Tim Clifford C
- 11 – Artur Kolodziejski G/F
- 12 – Vincent Yarbrough SF
- / 13 – Patrick Flomo F/C
- 14 – Matthias von Heydebrand G/F
- 15 – Brandon Bowman PF
- 16 – Fabian Thülig F (Doppellizenz für SOBA Dragons Rhöndorf)
- 17 – Jonas Wohlfarth-Bottermann C (Doppellizenz für SOBA Dragons Rhöndorf)
- 18 – Kevin Lubanzadio G (Jugendspieler/Team Bonn-Rhöndorf)
- 19 – Ken Johnson C

Mannschaft 2007/08
- 4 – Winsome Frazier G/F
- 5 – Ronald Burrell F/C
- 6 – Johannes Strasser G
- 7 – Miah Davis G
- 8 – Moussa Diagne F/C
- 9 – John Bowler C
- 10 – Jason Conley G/F
- 11 – Artur Kolodziejski G/F
- 12 – Matthias von Heydebrand G/F (Jugendspieler/Team Bonn-Rhöndorf)
- / 13 – Patrick Flomo F/C
- 15 – Bernd Kruel C
- 16 – Fabian Thülig F (Jugendspieler/Team Bonn-Rhöndorf)
- 18 – Edward Basden G/F

Mannschaft 2006/07
- 4 – Jason Gardner G
- 5 – Jeffrey Schiffner G/F
- 6 – Marko Markovič G/F
- 7 – John Stark G
- 8 – Tyray Pearson F
- 9 – John Bowler C
- 10 – Jason Conley G/F
- 11 – Artur Kolodziejski G/F
- 12 – Martynas Mažeika G
- / 13 – Patrick Flomo C/F
- 15 – Bernd Kruel C
- 16 – Gyasi Cline-Heard F
- 17 – Kevin Lubanzadio G/F (Jugendspieler/Team Bonn-Rhöndorf)
- 18 – Fabian Thülig F (Jugendspieler/Team Bonn-Rhöndorf)
- 19 – Sascha Walbröhl G/F (Jugendspieler/Team Bonn-Rhöndorf)
- 20 – Matthias von Heydebrand G/F (Jugendspieler/Team Bonn-Rhöndorf)

Mannschaft 2005/06
- 4 – Andrew Wisniewski G
- 5 – Aljaz Janza G
- 6 – Ivan Tomeljak G
- 7 – John-Robert Stark G (Nachwuchsspieler, vorher Tarek Chebib mit der Nr. 7)
- 8 – Hrvoje Perincic F
- 9 – Milos Paravinja C
- 10 – Jason Conley G/F
- 11 – Artur Kolodziejski G/F
- / 12 – Michael Meeks F/C
- 13 – Siniša Kelečević PF (nachverpflichtet am 28. Oktober 2005, Vertrag aufgelöst am 30. Dezember 2005)
- 14 – Branko Klepac F/C
- 15 – Martin Mihajlovic F/C
- 16 – Terry Black F (nachverpflichtet am 13. Januar 2006)
- 17 – Tarek Chebib G (Nachwuchsspieler, vorher Nr. 7)

Mannschaft 2004/05
- 4 – Balazs Simon PG
- 5 – Dragan Miletic SG
- 6 – Aleksandar Nađfeji PF
- 7 – Oluoma Nnamaka SG/SF
- 8 – Kristaps Janicenoks SG
- 9 – Altron Jackson SF
- 10 – Branko Milisavljevic PG
- 11 – Peter Huber-Saffer C
- / 12 – Aleksandar Djuric C
- 13 – Kueth Duany (Ende Februar 2005 verpflichtet, vorher Radovan Markovic mit der Nr. 13) SF
- 14 – Branko Klepac PF/C
- 15 – Martin Mihajlovic PF/C
- 16 – Max Brammertz SF
- 17 – Radovan Markovic SG

Mannschaft 2003/04
- 4 – Carlton Carter (Wurde 2004 vorzeitig entlassen) PF/C
- 4 – Djordje Djogo (Als Ersatz für Carlton Carter verpflichtet ) PF/C
- 5 – Loukas Lazoukits PG
- 6 – Aleksandar Nađfeji PF
- 7 – Oluoma Nnamaka SG/SF
- 8 – Sanjin Vidovic SG
- 9 – Altron Jackson SF
- 10 – Aleksandar Ćapin PG
- 11 – Peter Huber-Saffer C/PF
- / 12 – Greg Miller SG
- 13 – Rimantas Kaukenas SG
- 14 – Branko Klepac PF/C
- 15 – Miladin Mutavdzic C

Mannschaft 2002/03
- 4 – Waldemar Buchmiller SG
- 5 – Terrence Rencher PG
- 6 – Aleksandar Nađfeji PF
- 7 – Oluoma Nnamaka SG/SF
- 8 – Sanjin Vidovic SG
- 9 – Tilo Klette C/PF
- / 10 – Brad Traina PF
- 11 – Peter Huber-Saffer C/PF
- / 12 – Greg Miller SG
- 13 – Brian Brown SG
- 14 – Branko Klepac PF/C
- 15 – Aleksandar Radojevic C

Mannschaft 2001/02
- 4 – Waldemar Buchmiller F/SG
- 5 – Terrence Rencher PG
- 6 – Aleksandar Nađfeji PF
- 7 – Hurl Beechum SF
- 8 – Marc Suhr C
- 9 – Tilo Klette C/PF
- 10 – Paul Burke PG
- 11 – Peter Huber-Saffer C/PF
- / 12 – Mike Mardesich C
- 13 – Aleksandar Zecevic SG/SF
- 14 – Branko Klepac PF/C

Mannschaft 2000/01
- 4 – Ivo Josipović PF
- 5 – Sinisa Kelecevic PF
- 6 – Igor Perica C
- 7 – Hurl Beechum SF
- 8 – Raed Mostafa SF
- 9 – MC Mazique (Wurde vorzeitig entlassen) PF
- 10 – Paul Burke PG
- 12 – Mark Miller SG
- 13 – Jan Sprünken SG/SF
- 14 – Branko Klepac PF/C
- 15 – Maurizio Pratesi SG

Mannschaft 1999/2000
- 4 – Ivo Josipović PF
- 5 – Derrick Phelps PG
- 7 – Hurl Beechum SF
- / 8 – Rodrigo Pastore
- 9 – Götz Rohdewald
- 10 – Drazan Tomic SF
- 12 – Detlef Musch C
- 13 – Gunther Behnke C
- 14 – Branko Klepac PF/C
- 15 – Oliver Braun C

Mannschaft 1998/99
- 4 – Ivo Josipović PF/C
- 5 – Derrick Phelps PG
- 7 – Hurl Beechum SF
- 8 – Oliver Braun C
- 9 – Götz Rohdewald F
- 10 – Drazan Tomic SF/G
- 11 – Klaus Perwas G
- 12 – Ladislau Kabat G
- 13 – Gunther Behnke C
- 14 – Branko Klepac PF/C
- 15 – Steven Hutchinson F/C
- ?? – Artur Kolodziejski F

Mannschaft 1997/98
- 4 – Eric Taylor PG
- 5 – Siniša Kelečević PF
- 7 – Sebastian Machowski F
- 8 – Ladislau Kabat
- 9 – Götz Rohdewald
- 10 – Jan Rohdewald
- 11 – Klaus Perwas G
- 12 – Drazan Tomic G
- 13 – Gunther Behnke C
- 14 – Artur Kolodziejski F
- 15 – Steven Hutchinson C

Mannschaft 1996/97
- 4 – Eric Taylor PG
- 5 – Siniša Kelečević PF
- / 6 – Arvid Kramer C
- 7 – Sebastian Machowski F
- / 8 – Michael Gibala C
- 9 – Götz Rohdewald
- 10 – Jan Rohdewald
- 11 – Klaus Perwas G
- 12 – Lars Glössner C
- 13 – Gunther Behnke C
- 14 – Ladislau Kabat
- 15 – Markus Schmidt C

Mannschaft 1995/96
- 4 – Eric Taylor PG
- 5 – Haug Scharnowski C
- / 6 – Arvid Kramer C
- 7 – Farsin Hamzei
- 8 – Ladislau Kabat
- 9 – Götz Rohdewald
- 10 – Jan Rohdewald
- 11 – Klaus Perwas G
- 12 – Lars Glössner C
- 14 – Karsten Schul C
- 15 – Markus Schmidt C

## Bestmarken vergangener Spielzeiten
Für ältere Daten nach unten blättern.
| Season                                                     | Points                                         | Rebounds                       | Assists                             | Steals                             | Blocks                              |
| ---------------------------------------------------------- | ---------------------------------------------- | ------------------------------ | ----------------------------------- | ---------------------------------- | ----------------------------------- |
| 2024–25 Basketball-Bundesliga                              | Darius McGhee 481 (15,5 pro Spiel)             | Thomas Kennedy 227 (7,1)       | Phlandrous Fleming Jr. 134 (4,2)    | Phlandrous Fleming Jr. 48 (1,5)    | Phlandrous Fleming Jr. 21 (0,7)     |
| 2023–24 Basketball-Bundesliga                              | Brian Fobbs 521 (13,7 pro Spiel)               | Thomas Kennedy 174 (5,8)       | Harald Frey 154 (5,0)               | Glynn Watson Jr. 41 (1,1)          | Savion Flagg 34 (0,2)               |
| 2022–23 Basketball-Bundesliga                              | TJ Shorts 796 (18,1 pro Spiel)                 | Leon Kratzer 278 (6,3)         | TJ Shorts 320 (7,3)                 | TJ Shorts 54 (1,2)                 | Deane Williams 34 (0,8)             |
| 2022–23 Basketball Champions League                        | TJ Shorts 331 (19,5)                           | Leon Kratzer 111 (6,5)         | TJ Shorts 116 (6,8)                 | TJ Shorts 23 (1,4)                 | Collin Malcolm 10 (0,7)             |
| 2021–22 Basketball-Bundesliga                              | Parker Jackson-Cartwright 722 (20,1 pro Spiel) | Leon Kratzer 188 (5,0)         | Parker Jackson-Cartwright 258 (7,2) | Parker Jackson-Cartwright 78 (2,2) | Leon Kratzer 31 (0,8)               |
| 2020–21 Basketball-Bundesliga                              | Chris Babb 535 (17,3 pro Spiel)                | James Thompson IV 202 (6,1)    | T. J. DiLeo 112 (3,4)               | Alex Hamilton 30 (2,0)             | Leon Kratzer 23 (0,8)               |
| 2019–20 Basketball-Bundesliga                              | Branden Frazier 279 (14,0 pro Spiel)           | Stephen Zimmerman 71 (5,1)     | Branden Frazier 86 (4,3)            | Yorman Polas Bartolo 24 (1,2)      | Alec Brown 9 (1,1)                  |
| 2019–20 Basketball Champions League                        | Martin Breunig 166 (11,9)                      | Martin Breunig 81 (4,6)        | Branden Frazier 74 (4,6)            | Yorman Polas Bartolo 17 (1,2)      | Alec Brown 11 (1,6)                 |
| 2018–19 Basketball-Bundesliga                              | Josh Mayo 506 (14,5 pro Spiel)                 | Charles Jackson 160 (6,4)      | T. J. DiLeo 171 (4,6)               | T. J. DiLeo 40 (1,1)               | Martin Breunig 16 (0,5)             |
| 2017–18 Basketball-Bundesliga                              | Josh Mayo 517 (14,0 pro Spiel)                 | Julian Gamble 234 (6,3)        | T. J. DiLeo 127 (3,4)               | Yorman Polas Bartolo 41 (1,1)      | Julian Gamble 67 (1,8)              |
| 2017–18 Basketball Champions League                        | Josh Mayo 211 (14,1)                           | Julian Gamble 83 (5,5)         | Josh Mayo 50 (3,3)                  | Yorman Polas Bartolo 22 (1,4)      | Julian Gamble 18 (1,2)              |
| 2016–17 Basketball-Bundesliga                              | Josh Mayo 537 (15,8 pro Spiel)                 | Julian Gamble 222 (6,0)        | Josh Mayo 174 (5,1)                 | Kenneth Horton 44 (1,3)            | Julian Gamble 45 (1,2)              |
| 2016–17 FIBA Europe Cup                                    | Kenneth Horton 221 (14,7)                      | Julian Gamble 103 (6,4)        | Josh Mayo 73 (4,6)                  | Kenneth Horton 21 (1,4)            | Kenneth Horton 13 (0,9)             |
| 2015–16 Basketball-Bundesliga                              | Aaron White 454 (13,4 pro Spiel)               | Aaron White 194 (5,7)          | Eugene Lawrence 231 (7,0)           | Eugene Lawrence 48 (1,5)           | Tadas Klimavicius 14 (0,5)          |
| 2015–16 ULEB Eurocup                                       | Aaron White 123 (12,3)                         | Aaron White 63 (6,3)           | Eugene Lawrence 74 (7,4)            | Dirk Mädrich 7 (0,7)               | Tadas Klimavicius 4 (0,4)           |
| 2014–15 Basketball-Bundesliga                              | Tadas Klimavicius 477 (12,9 pro Spiel)         | Tadas Klimavicius 220 (6,0)    | Eugene Lawrence 213 (5,5)           | Angelo Caloiaro 49 (1,3)           | Tadas Klimavicius 36 (1,0)          |
| 2014–15 ULEB Eurocup                                       | Benas Veikalas 144 (14,4)                      | Tadas Klimavicius 50 (5,0)     | Eugene Lawrence 62 (6,2)            | Eugene Lawrence 22 (2,2)           | Tadas Klimavicius 10 (1,0)          |
| 2013–14 Basketball-Bundesliga                              | Ryan Brooks 490 (14,4 pro Spiel)               | Jamel McLean 238 (7,2)         | Jared Jordan 179 (7,8)              | Jared Jordan 36 (1,6)              | Tony Gaffney 31 (1,2)               |
| 2013–14 ULEB Eurocup                                       | Jamel McLean 174 (17,4)                        | Jamel McLean 67 (6,7)          | Jared Jordan 58 (5,8)               | Tony Gaffney 8 (1,3)               | Kurt Looby 8 (0,8)                  |
| 2012–13 Basketball-Bundesliga                              | Kyle Weems 537 (13,8 pro Spiel)                | Jamel McLean 136 (6,2)         | Jared Jordan 304 (7,8)              | Jared Jordan 39 (1,0)              | Jonas Wohlfarth-Bottermann 45 (1,2) |
| 2012–13 EuroChallenge                                      | Kyle Weems 185 (13,2)                          | Chris Ensminger 80 (6,2)       | Jared Jordan 83 (5,9)               | Jared Jordan 11 (0,8)              | Jonas Wohlfarth-Bottermann 22 (1,6) |
| 2011–12 Basketball-Bundesliga                              | Chris Ensminger 555 (14,6 pro Spiel)           | Chris Ensminger 274 (7,2)      | Jared Jordan 300 (8,1)              | Tony Gaffney 50 (1,3)              | Tony Gaffney 66 (1,7)               |
| 2011–12 EuroChallenge                                      | Zvonko Buljan 174 (14,5)                       | Zvonko Buljan 71 (5,9)         | Jared Jordan 105 (8,8)              | Tony Gaffney 15 (1,3)              | Tony Gaffney 25 (2,1)               |
| 2010–11 Basketball-Bundesliga                              | Nic Wise 451 (13,7)                            | Chris Ensminger 258 (8,1)      | Nic Wise 101 (3,1)                  | Nic Wise 47 (1,4)                  | Tim Ohlbrecht 21 (0,8)              |
| 2010–11 EuroChallenge                                      | Nic Wise 76 (12,7)                             | Chris Ensminger 41 (6,8)       | Nic Wise 13 (2,2)                   | Folarin Campbell 10 (1,7)          | Tim Ohlbrecht 3 (0,6)               |
| 2009–10 Basketball-Bundesliga                              | Chris Ensminger 447 (12,8)                     | Chris Ensminger 296 (8,5)      | Jared Jordan 195 (5,3)              | Jared Jordan 31 (0,8)              | Tim Ohlbrecht 10 (1,7)              |
| 2009–10 FIBA EuroCup                                       | Bryce Taylor 111 (18,5)                        | Chris Ensminger 50 (10,0)      | Jared Jordan 22 (4,4)               | Bryce Taylor 6 (1,0)               | Patrick Flomo 22 (1,4)              |
| 2008–09 Basketball-Bundesliga                              | Brandon Bowman 657 (14,3)                      | Brandon Bowman 251 (5,5)       | Earl Jerrod Rowland 155 (3,4)       | Earl Jerrod Rowland 58 (1,3)       | Ken Johnson 102 (2,2)               |
| 2008–09 EuroChallenge                                      | Winsome Frazier 182 (11,4)                     | Brandon Bowman 77 (5,1)        | Earl Jerrod Rowland 62 (3,9)        | Earl Jerrod Rowland 26 (1,6)       | Ken Johnson 22 (1,4)                |
| 2007–08 Basketball-Bundesliga                              | Ronnie Burrell 556 (12,4)                      | Ronnie Burrell 227 (5,0)       | Jeremiah Davis 113 (2,5)            | Winsome Frazier 77 (1,8)           | Patrick Flomo 25 (0,7)              |
| 2007–08 für keinen internationalen Wettbewerb qualifiziert | –                                              | –                              | –                                   | –                                  | –                                   |
| 2006–07 Basketball-Bundesliga                              | Jason Gardner 555 (14,6)                       | Jason Conley 209 (5,4)         | Jason Gardner 105 (2,8)             | Artur Kolodziejski 29 (0,7)        | Patrick Flomo 41 (1,5)              |
| 2006–07 nicht qualifiziert                                 | –                                              | –                              | –                                   | –                                  | –                                   |
| 2005–06 Basketball-Bundesliga                              | Andrew Wisniewski 660 (20,6)                   | Hrovje Perincic 203 (6,0)      | Andrew Wisniewski 134 (4,2)         | Andrew Wisniewski 49 (1,5)         | Michael Meeks 17 (0,5)              |
| 2005–06 FIBA EuroCup                                       | Andrew Wisniewski 81 (13,5)                    | Branko Klepač 26 (4,3)         | Andrew Wisniewski 17 (2,8)          | Andrew Wisniewski 7 (1,2)          | Branko Klepač 2 (0,3)               |
| 2004–05 Basketball-Bundesliga                              | Branko Milisavljević 487 (16,8)                | Altron Jackson 251 (9,0)       | Branko Milisavljević 164 (5,7)      | Oluoma Nnamaka 33 (1,1)            | Oluoma Nnamaka 21 (0,7)             |
| 2004–05 ULEB Cup                                           | Kristaps Janicenoks 143 (14,3)                 | Oluoma Nnamaka 56 (5,6)        | Branko Milisavljević 38 (4,2)       | Oluoma Nnamaka 13 (1,3)            | Oluoma Nnamaka 5 (0,5)              |
| 2003–04 Basketball-Bundesliga                              | Rimantas Kaukėnas 651 (18,6)                   | Altron Jackson 263 (7,3)       | Aleksandar Ćapin 125 (3,5)          | Rimantas Kaukėnas 40 (1,1)         | Oluoma Nnamaka 29 (0,8)             |
| 2003–04 ULEB Cup                                           | Rimantas Kaukėnas 169 (18,8)                   | Oluoma Nnamaka 59 (5,9)        | Aleksandar Ćapin 30 (3,0)           | Rimantas Kaukėnas 14 (1,6)         | Oluoma Nnamaka 9 (0,9)              |
| 2002–03 Basketball-Bundesliga                              | Brad Traina 639 (18,3)                         | Aleksandar Radojević 262 (7,5) | Terrence Rencher 145 (4,1)          | Terrence Rencher 57 (1,6)          | Aleksandar Radojević 38 (1,1)       |
| 2002–03 ULEB Cup                                           | Aleksandar Nađfeji 179 (17,9)                  | Aleksandar Nađfeji 63 (6,3)    | Terrence Rencher 39 (3,9)           | Terrence Rencher 20 (2,0)          | Aleksandar Radojević 13 (1,3)       |
| 2001–02 Basketball-Bundesliga                              | Aleksandar Nađfeji 573 (16,9)                  | Mike Mardesich 245 (7,2)       | Terrence Rencher 187 (5,3)          | Paul J. Burke 67 (2,1)             | Mike Mardesich 45 (1,3)             |
| 2001–02 Saporta Cup                                        | Hurl Beechum 260 (18,6)                        | Mike Mardesich 84 (7,0)        | Terrence Rencher 87 (6,2)           | Hurl Beechum 32 (2,3)              | Mike Mardesich 40 (1,2)             |
| 2000–01 Basketball-Bundesliga                              | Marc Miller 614 (17,5)                         | Sinisa Kelecevic 225 (6,4)     | Paul J. Burke 174 (5,0)             | Paul J. Burke 82 (2,3)             | Igor Perica 23 (0,8)                |
| 2000–01 Saporta Cup                                        | Sinisa Kelecevic 273 (19,5)                    | Sinisa Kelecevic 108 (7,7)     | Paul J. Burke 62 (4,4)              | Paul J. Burke 38 (2,7)             | MC Mazique 12 (0,9)                 |
| 1999–2000 Basketball-Bundesliga                            | Derrick Phelps 493 (14,5)                      | Ivo Josipović 166 (5,0)        | Derrick Phelps 151 (4,4)            | Derrick Phelps 72 (2,1)            | Detlef Musch 19 (0,6)               |
| 1999–2000 Saporta Cup                                      | Hurl Beechum 183 (16,6)                        | Derrick Phelps 47 (3,9)        | Derrick Phelps 54 (4,5)             | Derrick Phelps 32 (2,7)            | Detlef Musch 5 (0,4)                |
| 1998–99 Basketball-Bundesliga                              | Hurl Beechum 654 (17,2)                        | Steven Hutchinson 229 (6,4)    | Derrick Phelps 191 (5,6)            | Steven Hutchinson 66 (1,8)         | Gunther Behnke 56 (1,5)             |
| 1998–99 Korać-Cup                                          | Hurl Beechum 107 (15,3)                        | Steven Hutchinson 35 (5,8)     | Derrick Phelps 42 (6,0)             | Steven Hutchinson 15 (2,5)         | no data                             |
| 1997–98 Basketball-Bundesliga                              | Sinisa Kelecevic 563 (20,9)                    | Sinisa Kelecevic 222 (8,2)     | Klaus Perwas 121 (4,0)              | Klaus Perwas 63 (2,1)              | Gunther Behnke 41 (1,4)             |
| 1997–98 Korać-Cup                                          | Sinisa Kelecevic 79 (15,8)                     | Steven Hutchinson 38 (6,3)     | Klaus Perwas 33 (5,5)               | Klaus Perwas 19 (3,2)              | no data                             |
| 1996–97 Basketball-Bundesliga                              | Sinisa Kelecevic 777 (21,0)                    | Gunther Behnke 325 (9,0)       | Klaus Perwas 156 (4,3)              | Eric Taylor 94 (2,4)               | Gunther Behnke 55 (1,5)             |

## Bekannte ehemalige Spieler

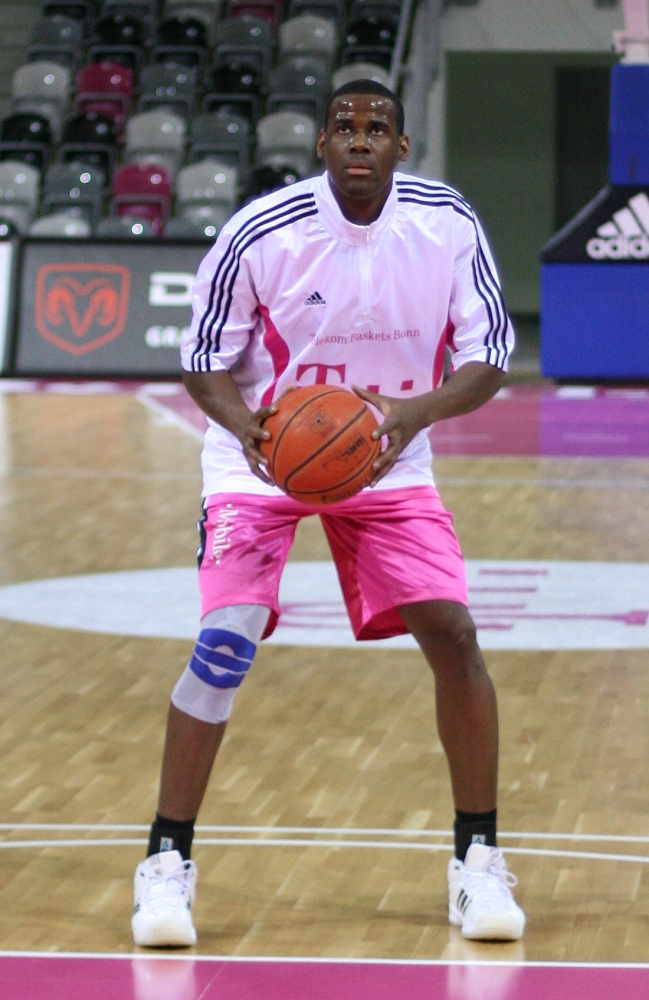
Center Patrick Flomo spielte von 2006 bis 2011 in Bonn

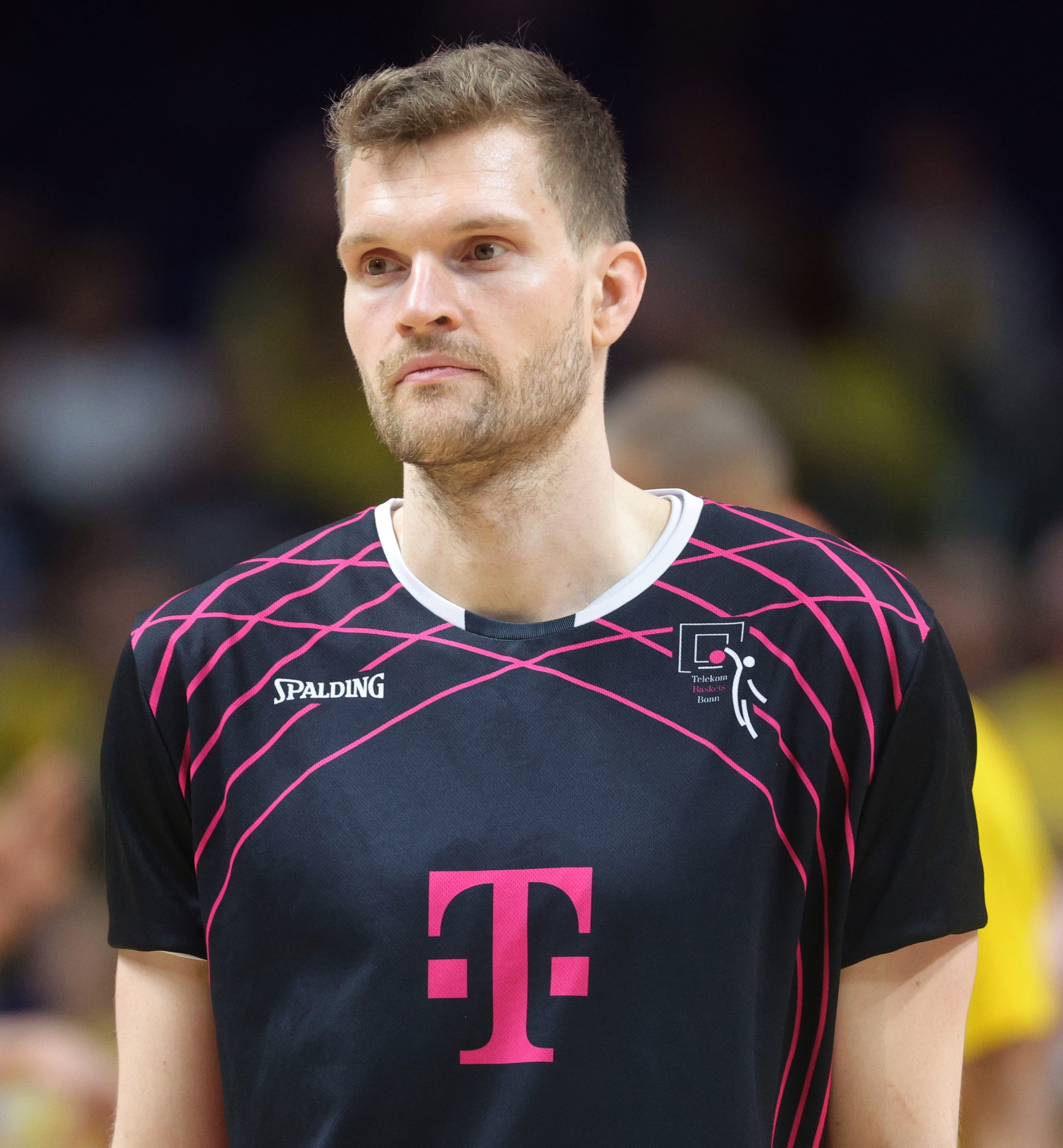
Florian Koch spielte von 2005 bis 2017 für die Baskets und kehrte 2023 zurück an den Bonner Hardtberg

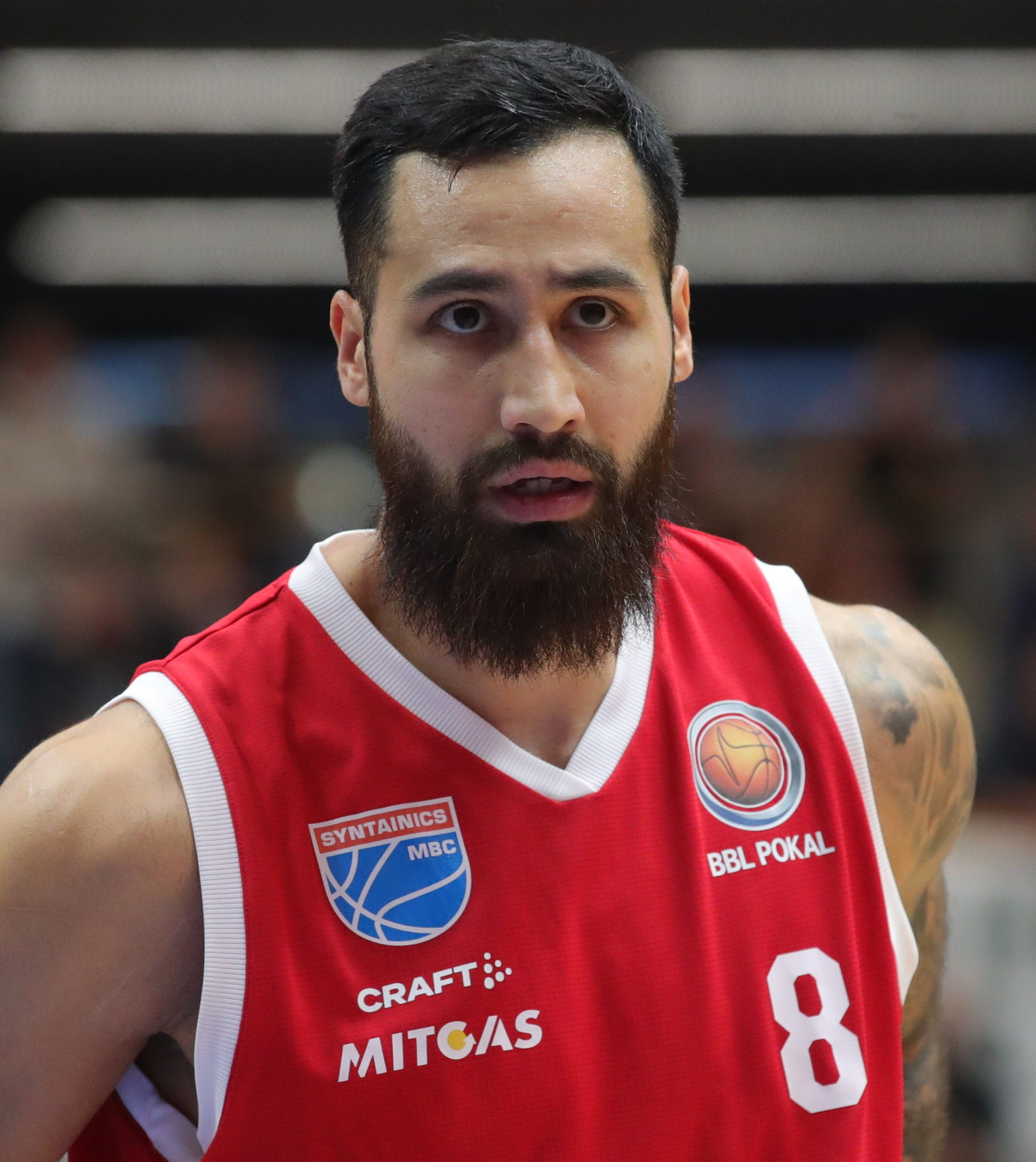
Center Martin Breunig stand von 2017 bis 2020 in Bonn unter Vertrag

- Rimantas Kaukenas (Karriere beendet)
- Benas Veikalas (Karriere beendet)
- Tadas Klimavičius (Karriere beendet)
- Earl Jerrod Rowland ( Chemidor BC)
- Aleksander Nadjfeji (Co-Trainer bei PS Karlsruhe Lions)
- Branko Milisavljevic (Karriere beendet)
- Michael Meeks (Karriere beendet)
- Tomislav Zubcic
- Finn Delany
- Bryce Taylor (Karriere beendet)
- John Bowler (Karriere beendet)
- Terrence Rencher (Karriere beendet)
- Hurl Beechum (Karriere beendet)
- Patrick Flomo (Jugendtrainer bei Artland Dragons)
- Winsome Frazier (Karriere beendet)
- Brandon Bowman (Karriere beendet)
- Jason Gardner (Karriere beendet)
- Vincent Yarbrough (Karriere beendet)
- Arvid Kramer (Karriere beendet)
- Derrick Phelps (Karriere beendet)
- Ronald Burrell (Karriere beendet)
- Patrick Ewing Jr. (Head Coach bei Newfoundland Growlers )
- Chris Ensminger (Jugendtrainer bei Ratiopharm Ulm)
- Tony Gaffney (Karriere beendet)
- Ryan Brooks (Karriere beendet)
- Angelo Caloiaro (Karriere beendet)
- Jared Jordan (Karriere beendet)
- Jamel McLean (vereinslos)
- Aaron White (Toyama Grouses)
- Eugene Lawrence (vereinslos)
- Ryan Thompsen (Karriere beendet)
- Josh Mayo (vereinslos)
- Julian Gamble (vereinslos)
- Chris Babb ( Bnei Herzlia)
- Parker Jackson-Cartwright (ASVEL Lyon-Villeurbanne)
- Javontae Hawkins (Limoges CSP)
- Tyson Ward
- Jeremy Morgan
- TJ Shorts
- Collin Malcolms
- Gunther Behnke (Karriere beendet)
- Tim Ohlbrecht (Karriere beendet)
- Isaiah Philmore ( Alba Fehérvár)
- Andrej Mangold (Karriere beendet)
- Jonas Wohlfarth-Bottermann ( Hamburg Towers)
- Konstantin Klein (Karriere beendet)
- Dirk Mädrich (Karriere beendet)
- Florian Koch (Karriere beendet)
- Alex King ( Jugendtrainer bei Würzburg Baskets)
- Detlef Musch (Karriere beendet)
- Branko Klepac (Karriere beendet)
- Artur Kolodziejski (Karriere beendet)
- Anthony DiLeo (Karriere beendet)
- Yorman Polas Bartolo ( MHP Riesen Ludwigsburg)
- Martin Breunig
- Leon Kratzer
- Karsten Tadda
- Sebastian Herrera
- Michael Kessens
- Christian Sengfelder

## Rekorde

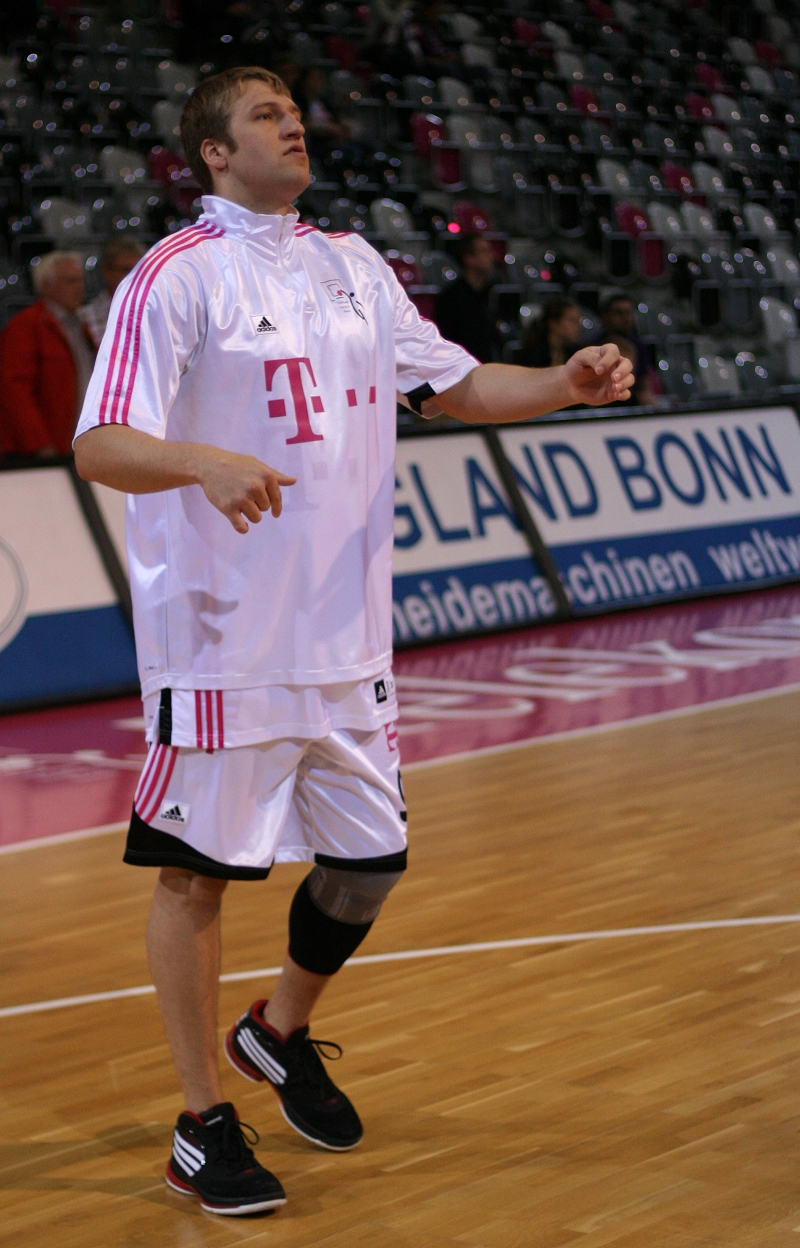
Center John Bowler spielte 4 Jahre für Bonn

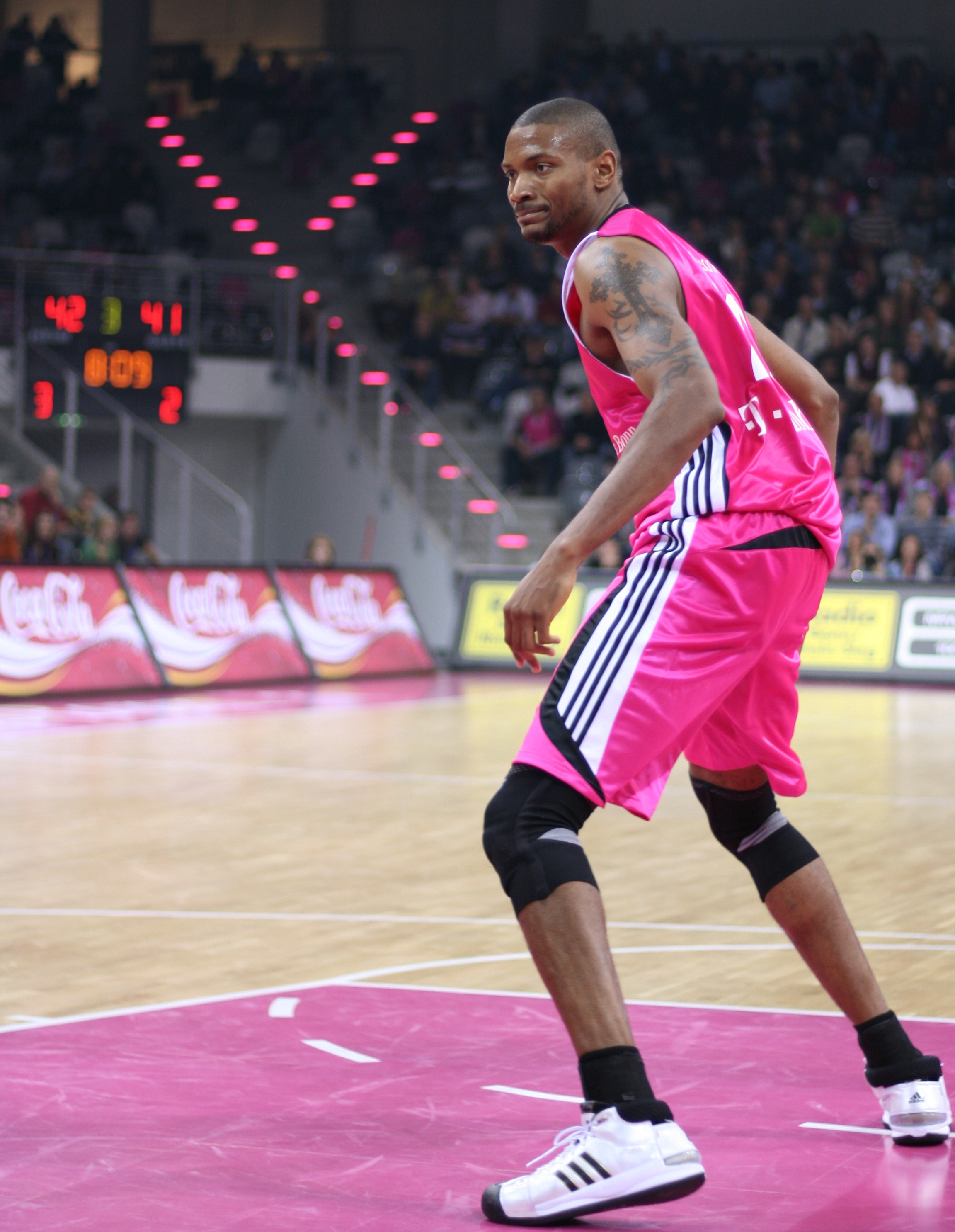
Center Ken Johnson verbuchte 2008/2009 102 Blocks

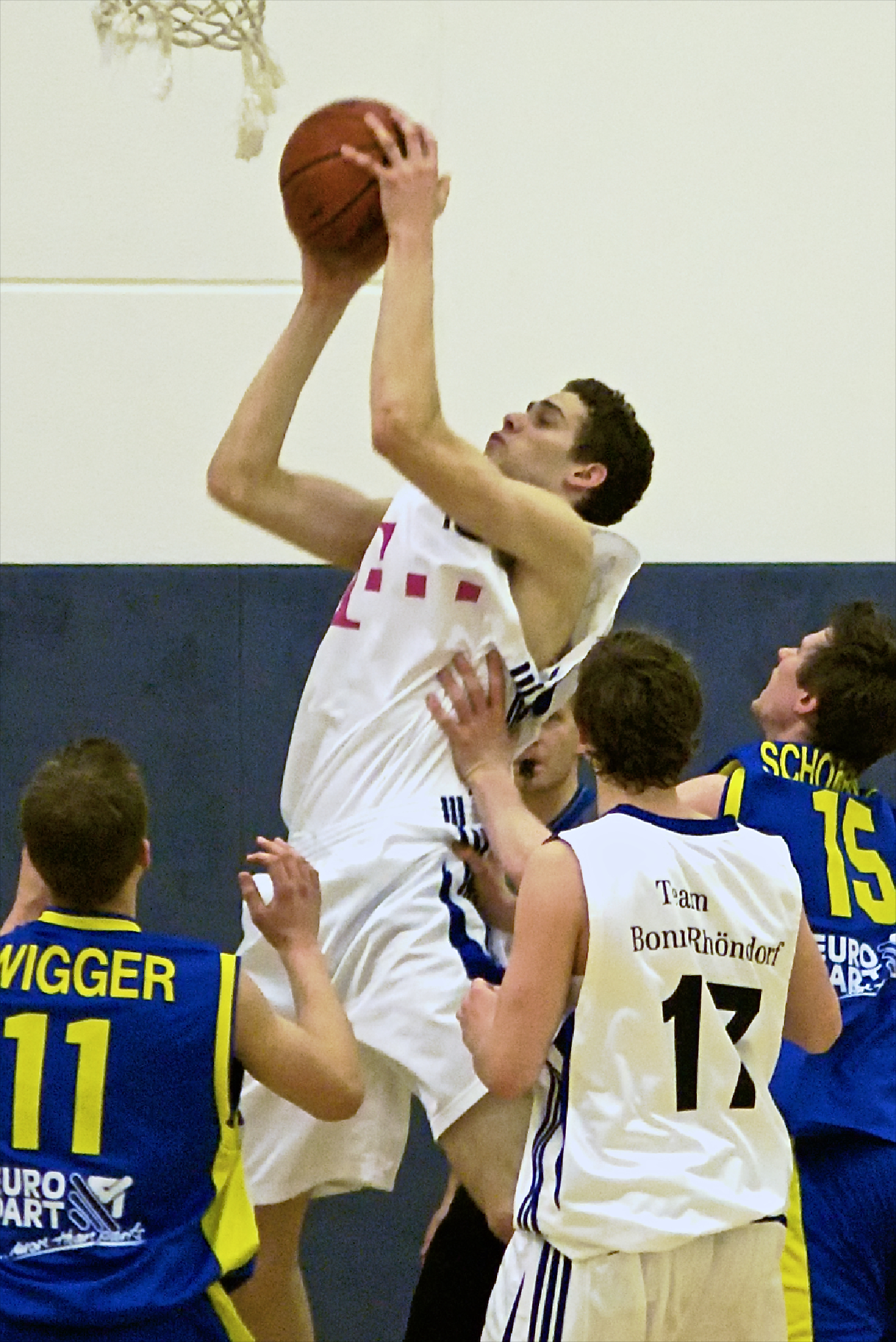
Jonas Wohlfarth-Bottermann stand 5 Jahre bei den Telekom Baskets Bonn unter Vertrag

### Spielzeiten
- 8 Jahre – Branko Klepac
- 8 Jahre – Artur Kolodziejski
- 6 Jahre – Fabian Thülig
- 6 Jahre – Florian Koch
- 5 Jahre – Patrick Flomo
- 5 Jahre – Jonas Wohlfarth-Bottermann
- 5 Jahre – Anthony DiLeo
- 4 Jahre – Götz Rohdewald
- 4 Jahre – Chris Ensminger
- 4 Jahre – John Bowler
- 4 Jahre – Peter Huber-Saffer
- 4 Jahre – Aleksandar Nadjfeji
- 4 Jahre – Gunther Behnke
- 4 Jahre – Sinisa Kelecevic
- 4 Jahre – Hurl Beechum
- 4 Jahre – Benas Veikalas
- 4 Jahre – Andrej Mangold

### Spiele (BBL)
- 224 – Branko Klepac
- 204 – Artur Kolodziejski
- 173 – Andrej Mangold
- 158 – TJ DiLeo
- 157 – Patrick Flomo
- 152 – Florian Koch
- 150 – Benas Veikalas

### Einsatzzeit
- 4579 min – Hurl Beechum
- 4384 min – Jared Jordan
- 4108 min – Aleksandar Nadjfeji
- 3936 min – Benas Veikalas
- 3576 min – Chris Ensminger

### Rebounds
- 1008 – Chris Ensminger
- 772 – Aleksandar Nadjfeji
- 771 – Sinisa Kelecevic
- 599 – Branko Klepac
- 456 – Julian Gamble
- 382 – Tadas Klimavicius

### Assists
- 978 – Jared Jordan
- 578 – Eugene Lawrence
- 405 – Josh Mayo
- 342 – Derrick Phelps
- 332 – Terrence Rencher
- 312 – Paul Burke

### Steals
- 246 – Hurl Beechum
- 156 – Eric Taylor
- 149 – Paul Burke
- 146 – Jared Jordan
- 137 – Derrick Phelps

### Blocks
- 166 – Gunther Behnke
- 137 – Patrick Flomo
- 111 – Julian Gamble
- 103 – Tony Gaffney
- 102 – Ken Johnson
- 61 – Tim Ohlbrecht

### Punkte (BBL)
- 2201 – Hurl Beechum
- 2115 – Aleksandar Nadjfeji
- 1980 – Sinisa Kelecevic
- 1833 – Benas Veikalas
- 1693 – Chris Ensminger
- 1560 – Josh Mayo

### Freiwurfquote
- 86,29 % – Aleksandar Capin
- 86,05 % – Milos Paravinja
- 85,99 % – Nic Wise

Statistik aus den Spielen der BBL (1. Liga – Saison 1996/97 bis 2020/21) mit Playoff Spielen (3 Spiele aus Saison 1997/98 fehlen sowie keine Quoten/Einsatzzeit aus 1997/98. Rebounds, Blocks, Steals und Assists nur bis zur Saison 2014/15).

### Zuschauerrekord
Die Telekom Baskets Bonn hielten fast neun Jahre lang den Hallen-Europarekord für die größte Zuschauerkulisse bei einem regulären Punktspiel. Am 7. April 2000 kamen zum Basketball-Bundesligaspiel gegen Alba Berlin, das nach Köln in die Kölnarena verlegt wurde, 18.605 Zuschauer. Übertroffen wurde der Rekord erst am 5. März 2009 beim Euroleague-Spiel Partizan Belgrad gegen Panathinaikos mit 22.567 Zuschauern.

## Spielstätten

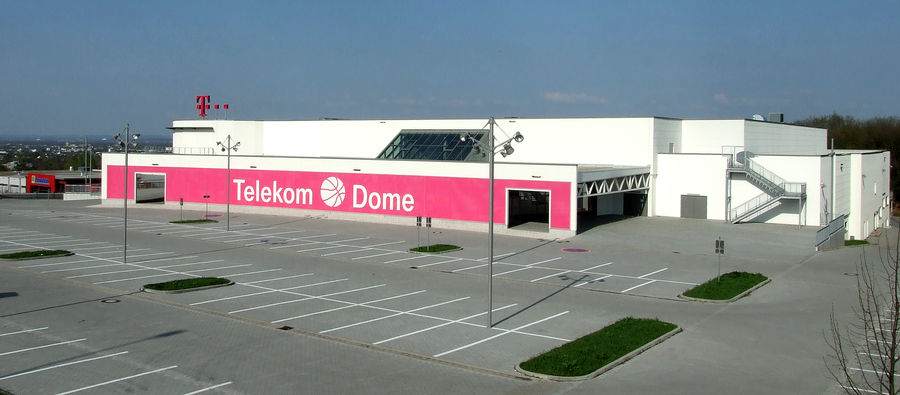
Der Telekom Dome

- 1995–1996: Sportpark Pennenfeld (700 Plätze)
- 1996–2008: Hardtberghalle (3500 Plätze)
- Seit 2008: Telekom Dome (6000 Plätze)

## Nachwuchsprogramm
Durch den Bau des Telekom Dome haben die Baskets auch ihre Jugendarbeit intensiviert und bieten zusammen mit dem Kooperationspartner Dragons Rhöndorf ein durchgängiges System für junge Spieler zur persönlichen und sportlichen Entwicklung. Dazu gehört ein weites Spektrum an Mannschaften um optimale Bedingungen zur sportlichen Entwicklung zu bieten. Mit Fabian Thülig, Jonas Wohlfarth-Bottermann und Florian Koch haben bislang drei Spieler aus der eigenen Jugend den Sprung in die 1. Bundesliga geschafft. Zuvor spielten alle drei auch für die Dragons Rhöndorf in der Pro A, bzw. Pro B. Aktuell werden mit Viktor Frankl-Maus, Alexander Möller und Yannick Kneesch wiederum drei Nachwuchstalente durch das Kooperationsprogramm an die 1. Bundesliga herangeführt.
- 2. Mannschaft Telekom Baskets Bonn (1. Regionalliga West; Headcoach: Marko Zarkovic)
- SG Bonn / Rhöndorf (NBBL; Headcoach: Philipp Stachula)
- SG Bonn / Rhöndorf (JBBL; Headcoach: Francesco Tubiana)
- Dragons Rhöndorf (ProB; Headcoach: Julius Thomas)
- 2. Mannschaft Dragons Rhöndorf (Oberliga)

Leiter des Nachwuchsprogramms ist Olaf Stolz, der von 2007 bis 2009 die Dragons Rhöndorf als Headcoach betreute. Seit 2012 ist er in verschiedenen Funktionen im Programm der Telekom Baskets Bonn tätig und ist aktuell als Sportlicher Leiter für die konzeptionelle Ausrichtung des gesamten Leistungsbereichs zuständig. Das gesamte Training findet im Ausbildungszentrum der Telekom Baskets im Telekom Dome statt.

## Fangruppierungen

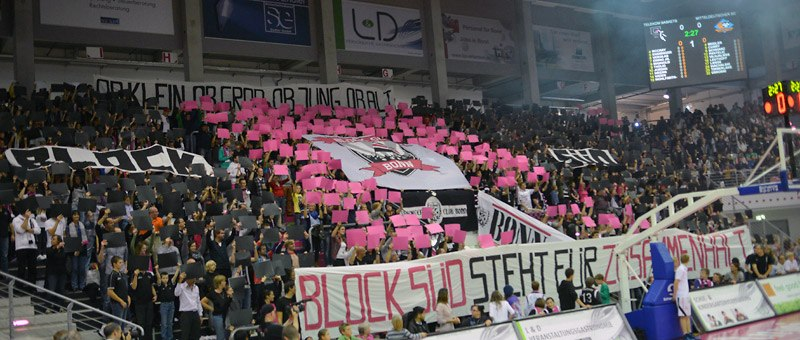
Choreographie der Baskets-Fans

Es gibt zwei Fangruppierungen, die sich der Unterstützung der Telekom Baskets Bonn verschrieben haben: Den Fanclub „Die Fans – Defense“ und die Fan-Gruppierung „Supporters Club Bonn“. Sie existieren friedlich nebeneinander und eine Mitgliedschaft in beiden Gruppierungen gleichzeitig ist ohne weiteres möglich.
„Die Fans – Defense“
Im August 1996 wurde anlässlich des Aufstiegs in die 1. Basketball-Bundesliga der Fanclub der Telekom Baskets Bonn mit dem Namen „Die Fans – Defense“ gegründet. Seitdem wuchs der Fanclub parallel zum Erfolg der Telekom Baskets Bonn stetig an und zählt heute mit über 600 Mitgliedern zu den größten Fanclubs eines deutschen Basketball-Bundesligisten. Der Fanclub sorgt vor allem für die Organisation der zahlreichen Auswärtsfahrten und bietet seinen Mitgliedern jedes Jahr eine Weihnachtsfeier, ein Grillfest im Sommer und viele verschiedene weitere Fan-Aktionen. Darüber hinaus sammelt „Die Fans – Defense“ jede Saison während der Heimspiele Spenden für ausgewählte karitative Organisation. Diese können in bar am Stand des Fanclubs getätigt werden oder in Form von Getränkebechern und -flaschen, deren Pfand dann eingelöst wird, in eine der dafür aufgestellten Spendentonnen geworfen werden.
„Supporters Club Bonn“
Im Jahr 2007 gründete sich eine weitere Fan-Gruppierung mit dem Namen „Supporters Club Bonn“ (kurz: „SCB“) mit dem Ziel den gestiegenen Anforderungen in der neuen, größeren Halle, dem Telekom Dome gerecht zu werden. Der „SCB“ besteht hauptsächlich aus Jugendlichen und jungen Erwachsenen, die sich zusammengeschlossen haben, um bei den Heimspielen die Stimmung aus dem Zentrum der Stehplatztribüne heraus anzuheizen. Der „SCB“ beschäftigt sich darüber hinaus sowohl mit dem Anfertigen von Fan-Utensilien wie Doppelhaltern, Transparenten, Blockfahnen, als auch mit der Konzeption von ganzen Fan-Choreographien. In unregelmäßiger Folge veröffentlicht der „SCB“ ein Informationsblatt mit dem Namen „D/E/Facto“, welches kostenlos in der Halle verteilt wird.

## Rivalitäten
Alba Berlin
Das „Duell der Hauptstädte“ erregt regelmäßig nicht nur in Bonn und Berlin große Aufmerksamkeit und sorgte zwischenzeitlich sogar für Europas Zuschauerrekord. Die Rivalität entstand 1997, als Bonn als Aufsteiger auf Anhieb das Finale erreichte und sich dort nach langem Kampf gegen Berlin geschlagen geben musste. In den darauffolgenden Jahren standen sich die beide Mannschaften vielfach in den Playoffs gegenüber.
Andere Rivalitäten
Zeitweise bestanden lokale Rivalitäten, besonders zu den Bayer Giants Leverkusen oder den Köln 99ers aber auch zu den heutigen Baskets Düsseldorf. Mittlerweile sind alle drei „Lokalrivalen“ allerdings nicht mehr in der Basketball-Bundesliga vertreten, sondern spielen in unterklassigen Ligen. Seit einigen Auseinandersetzungen nicht-sportlicher Art besteht zudem eine besondere Rivalität zu Brose Bamberg.